# 신칸센 N700계 전동차
신칸센 N700계 전동차(일본어: 新幹線N700系電車)는 도카이도 신칸센, 산요 신칸센, 큐슈 신칸센용으로 개발된 신칸센 차량이다. 300계, 500계, 700계를 대체할 차기 주력 차종으로서 2007년 7월 1일의 운전 시각표 개정과 동시에 영업운전이 시작되었다. 2007년 굿 디자인 선정상품이다.

## 개요
N700계는 700계를 기본으로 새로운 고속성과 쾌적성 그리고 환경 성능 향상의 일환으로, 도카이 여객철도(이하 JR 도카이)와 서일본 여객철도(이하 JR 서일본) 및 차량 메이커에 의해 공동 개발된 신칸센용 전동차다.

### 명칭
개발 발표 당시에는 700N로 불렸고 N700계는 통칭이었지만, 2004년 5월 28일에 N700계가 정식 형식 명칭으로 발표되었으며, N은 new, next등의 의미를 담은 것이다. 덧붙여 동일본 여객철도(이하 JR동일본)에서 1994년 이후에 제조된 신형 차량의 번호 앞에 'E'를 붙이고 있지만(East, 즉 동일본여객철도를 의미), 도카이여객철도와 서일본여객철도에서 앞에 알파벳을 붙인 형식은 N700계가 처음이다.

### 연혁

#### 개발
일본국유철도(현 JR)의 분할 민영화 이후, 신칸센의 서비스 향상을 도모한 서일본여객철도는 최고 영업 속도 300km/h로 운행할 수 있는 500계를 개발했지만, 선형이 비교적 좋지 않고 최고 속도가 270km/h인 도카이도 신칸센을 달리기에는 성능이 과도하게 좋았고, 1편성(16량)당 약 50억엔에 달하는 고비용이 문제가 되었다. 또한 당시의 주류 차량이었던 300계에 비해 차량마다 정원이 달라 운용의 공용화에 지장을 초래하는 문제로 9편성 밖에 생산되지 않았고, 그 다음에는 범용성을 중시해 도카이여객철도와 함께 최고 영업 속도 285km/h의 700계를 개발하게 되었다. 700계는, 최고 영업 속도가 220km/h에 불과한 100계의 대체 차량으로 많은 편성이 제조되어 신칸센의 고속화에 크게 기여하였다. 그러나 500계와 다르게 직류전동기를 채용한 탓으로 속도증속에 많은 결함이 생기면서 좀 더 보완된 새로운 신칸센이 필요하였다.
그러나, 서일본여객철도는 항공기와 경쟁 때문에 500계와 동등한 최고 영업 속도 300km/h의 고속 성능과 500계보다 느린 700계의 보완을 위해, 도카이여객철도는 시나가와역 개업에 따른 도카이도 신칸센 구간 개수의 증가, 500계보다 느린 700계의 보완, 디지털ATC(ATC-NS)의 도입에 수반해 보다 높은 가감속 성능을 가지는 신차량을 요구하기 시작했다. 그 양 회사의 수요를 실현하기 위해 공동 개발된 것이 N700계이다.
현재, 도카이도 신칸센 구간에서 전 구간의 약 1/3 정도의 구간에서만 최고 영업 속도인 270km/h을 낼 수 있지만, 틸팅 시스템을 탑재한 N700계는 지금까지 250km/h 제한이 걸려있던 곡선 반경 2500m인 구간(60곳)을 270km/h로 주행할 수 있어 전 구간의 약 2/3 이상에서 270km/h을 낼 수 있게 되었다. 이 틸팅 시스템의 탑재와 가감속 성능의 향상에 의해 도쿄 ~ 신오사카 구간의 경우 기존의 500계, 700계 노조미 열차에 비해 5분 정도의 주행시간 단축을 달성했다.
신칸센에서 정차역이 1개 증가할 때마다 소요시간은 대략 5분가량 늘어나지만, 운전시각표 개정 후에 N700계로 운전하는 노조미 100호의 경우, 신요코하마역에 추가로 정차함에도 불구하고 소요시간이 4분 단축되었다(2시간 30분 → 2시간 26분).

#### 영업운전 개시
N700계는 2007년 6월 16일, 6월 17일, 6월 24일 시승회를 거쳐, 같은 해 7월 1일에 있었던 운행 시간표 개정과 함께 6편성(도카이여객철도 5편성(Z1Z5), 서일본여객철도 1편성(N1))이 영업 운전을 개시했다. 당시 시나가와 ~ 하카타간 편도 왕복 1편성, 도쿄 ~ 하카타간 2.5왕복(하행 2편성·상행 3편성), 도쿄 ~ 신오사카 구간 1회 왕복 운행을 시작했다. 이후로도 순차별로 노조미로 투입될 계획이며, 연말에는 약 30편성의 노조미 등급에 사용될 예정이다.
영업 개시 당일에는 주요 역에서 출발식이 거행되었다. 도카이여객철도의 경우 시나가와 역(6:00발 노조미 99호)·신오사카 역(6:00발 100호)·나고야 역(6:50 발 100호), 서일본여객철도의 경우 하카타 역(12:28발 26호)·히로시마 역(13:30발 26호)·오카야마 역(14:06발 26호)에서 각각 출발식을 실시하였으며, 열차의 출발을 보류했다. 또, 도쿄역(6:00발 1호)에서는 꽃다발 증정식뿐이었다. 덧붙여 오사카 투입용으로서는 첫 번째 전동차인 노조미 100호의 1등차는, 발매 개시와 거의 동시에 매진되었다.

## 세부 모델

### 신칸센 N700계 0번대 전동차
신칸센 N700계 0번대 전동차(일본어: 新幹線N700系電車0番台)는 2007년 4월에 최초로 도입한 열차로 도카이 여객철도가 소유하고 있으며 Z편성으로 운행했다. 같은 해 7월에 노조미 등급 열차로 운행하기 시작했다. 2012년 2월에 가와사키 중공업에서 마지막 편성이 인도되었다. 이후 제동 시스템 및 기타 기능을 개선을 위해 2013년부터 2015년까지 마이너 체인지 작업을 하면서 X편성으로 변경과 동시에 차량 번호도 2000번대로 변경했다.

### 신칸센 N700계 1000번대 전동차
신칸센 N700계 1000번대 전동차(일본어: 新幹線N700系電車1000番台)는 2012년 8월에 도카이 여객철도에서 도입했으며 기존 신칸센 700계 전동차를 대체하기 위해 6편성이 우선 도입되었고 G편성으로 운행하고 있다. 2013년 2월 8일에 최초로 운행에 들어갔다. 기존 신칸센 N700계 2000번대 전동차, 신칸센 N700계 2000번대 전동차와 달리 N700A 로고가 추가되었다. 기존 모델에서 개선된 점은 ATC, 대차 진동 감지 및
열차 제동이 개선되었다. 도카이 여객철도는 향후 18편성이 추가로 도입을 검토했으며 2016년부터 2020년까지 순차별로 기존 신칸센 700계 전동차를 교체했다.

### 신칸센 N700계 2000번대 전동차
신칸센 N700계 2000번대 전동차(일본어: 新幹線N700系電車2000番台)는 2013년부터 2015년까지 Z편성이 X편성으로 개조되면서 2000번대로 부여된 전동차로 도카이 여객철도가 보유하고 있다. 마이너 체인지 모델의 경우 N700A 로고가 새롭게 추가되었다.

### 신칸센 N700계 3000번대 전동차
신칸센 N700계 3000번대 전동차(일본어: 新幹線N700系電車3000番台)는 2007년 6월에 최초로 도입한 열차로 서일본 여객철도가 소유하고 있으며 N편성으로 운행했다. 같은 해 7월부터 최초로 운행을 시작했으며 2010년까지 순차별로 도입했다. 이후 제동 시스템 및 기타 기능을 개선을 위해 2013년부터 2015년까지 마이너 체인지 작업을 하면서 K편성으로 변경과 동시에 차량 번호도 5000번대로 변경했다.

### 신칸센 N700계 4000번대 전동차
신칸센 N700계 4000번대 전동차(일본어: 新幹線N700系電車4000番台)는 2013년 12월부터 도입된 열차로 서일본여객철도가 소유하고 있으며 F편성으로 운행한다. 신칸센 N700계 1000번대 전동차와 마찬가지로 N700A 로고가 추가되었다. 2014년 2월부터 운행을 시작했으며 2015년부터 2016년까지 3편성이 추가로 도입되었다. 2019년까지 12편성이 추가로 도입되었다.

### 신칸센 N700계 5000번대 전동차
신칸센 N700계 5000번대 전동차(일본어: 新幹線N700系電車5000番台)는 2013년 10월에 마이너 체인지 작업으로 기존 N편성 차량이 K편성으로 개조된 차량으로 서일본 여객철도가 소유하고 있다. 신칸센 N700계 2000번대 전동차와 마찬가지로 N700A 로고가 새롭게 추가되었다.

### 신칸센 N700계 7000번대 전동차
신칸센 N700계 7000번대 전동차(일본어: 新幹線N700系電車7000番台)는 서일본 여객철도가 소유하고 있으며 2011년 3월 12일에 큐슈신칸센 및 산요 신칸센간 상호 직결 운행의 일환으로, 도입된 차량으로 8량으로 구성되었다. S편성으로 운행하고 있으며 2008년 10월에 최초로 하카타 종합차량사업소로 인도되었고 2010년부터 2012년까지 순차별로 도입했다.

### 신칸센 N700계 8000번대 전동차
신칸센 N700계 8000번대 전동차(일본어: 新幹線N700系電車8000番台)는 큐슈여객철도가 소유하고 있으며 2011년 3월 12일에 큐슈신칸센 및 산요 신칸센간 상호 직결 운행의 일환으로, 도입된 차량으로 8량으로 구성되었다. R편성으로 운행하고 있으며 2010년 7월에 최초로 인도되었고 같은 해 8월부터 시험 운행을 시작했다.

### 신칸센 N700계 9000번대 전동차
신칸센 N700계 9000번대 전동차(일본어: 新幹線N700系電車9000番台)는 2005년 3월에 최초로 나온 시제차로 도카이 여객철도가 소유하고 있으며 도입 당시 Z0편성으로 도입했다. 1호차부터 4호차까지 히타치 제작소, 5호차부터 14호차까지 일본차량제조, 15호차부터 16호차까지 가와사키 중공업이 제작되었다.
2013년에 마이너 체인지를 통해 성능이 향상되었고 X편성에서 Z편성으로 도입되었고 N700A 로고가 추가되었다. Z0편성의 경우 도카이 여객철도의 시범 운행 열차로 운행하기 때문에 상용 운행을 하지 않으며 2014년에 X0편성으로 부여했으나 9000번대를 그대로 유지했다. 2019년 2월에 퇴역 후 3량은 그대로 보존했다가 같은 해 7월 17일부터 아이치현 나고야시에 위치한 SC 말레브 철도 공원에서 전시되었다.

## 구조 및 성능

### 외관

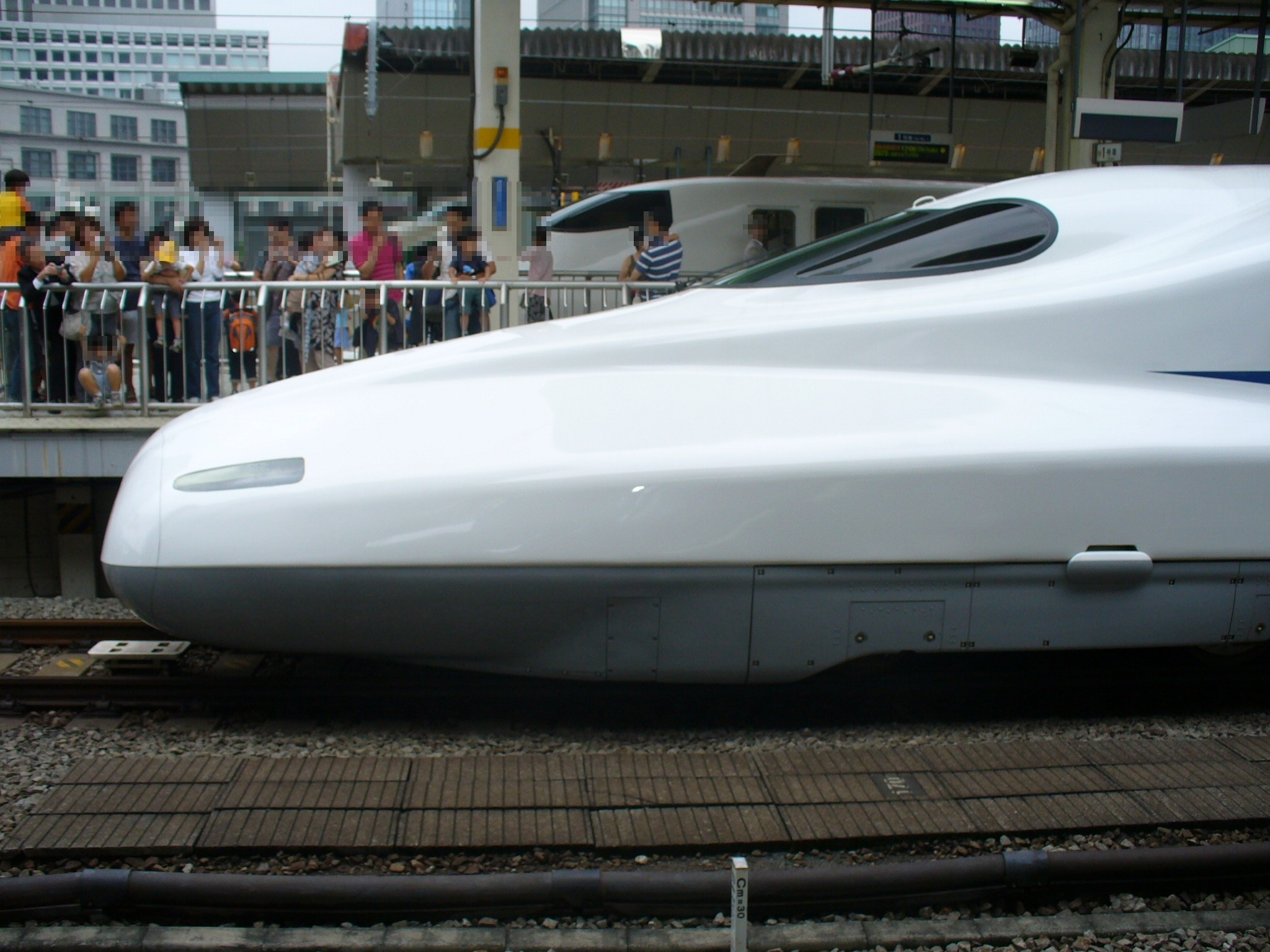
N700계의 선두부 노즈(2007년 7월 22일, 도쿄역)

선두부는 700계의 '에어로 스트림'형태를 개량한 '에어로 더블 윙'으로 불리는 형상으로, 길이는 10.7m이다. 선두 형상의 길이를 억제하면서, 미기압 파형장의 피크를 나누는 것으로 최대치를 억제하여 소음의 억제와 선두차량의 정원 확보에 큰 역할을 하고 있다. 도장은 현행의 700계와 같지만 독자적인 엠블럼을 차체 측면에 내걸었다. 객실 창문은 경량화하면서도 충분한 강도를 확보하기 위해 면적이 700계의 약 60% 정도로 소형화되었다. 행선지 표시기는 JR 도카이의 신칸센용 전동차로는 처음으로 전광식(풀컬러 LED)을 채용했다.
또한 새롭게 개발한 고성능 세미 액티브 제진제어장치를 모든 차량에 설치하여 진동을 최대한 억제하였으며, 차량 간에는 댐퍼를 장비하고 있지만 지금까지처럼 링에 의한 연결이 아니라 댐퍼를 차량 간에서 비스듬하게 기울여 상하 방향으로 직접 차량에 연결하는 방식을 채용하고 있다. 또 차량 사이에 전주(全周)다이어프램을 채용하여 연결부를 신축성 고무 소재로 거의 완전하게 가려버리는 것을 통해 차체 측면의 공기 저항과 차량 내외의 소음 경감을 달성했다. 이것은 결과적으로 에너지 절약에도 기여하게 되었다. 또, 형상을 바꾼 전주 다이어프램도 시험주행에서 테스트되고 있다.
이후에 등장한 신칸센 E5계 전동차·신칸센 E6계 전동차에도 전주 다이어프램이 채용되어 있다.
문은 양 선두차의 운전석측에 있는 승무원용 출입문과 승객용 출입문만 플러그 도어이며, 그 외에는 모두 통상의 미닫이가 되어 있다. 이것은 소음 대책과 비용 저감의 양립을 위한 구조이지만, 한 편성 안에서 플러그 도어와 미닫이가 혼재하는 드문 차량이 되었다.
팬터그래프도 0계 이래 기초중의 기초라고도 말할 수 있는 부분의 설계를 기본적으로 재검토하는 것을 통해 소형화·경량화를 도모했다. 또한 시제차량은 800계의 U-001편성과 같이 카메라, 센서, 투광기로 구성되는 가선검측장치를 갖추었다. 그리고 차체 경사시 가선과의 접촉 상황등의 확인을 한 뒤에 제거되었다.
또한 표지등도 JR 도카이의 신칸센 영업용 차량으로서는 처음으로 HID램프를 사용하고 있다.

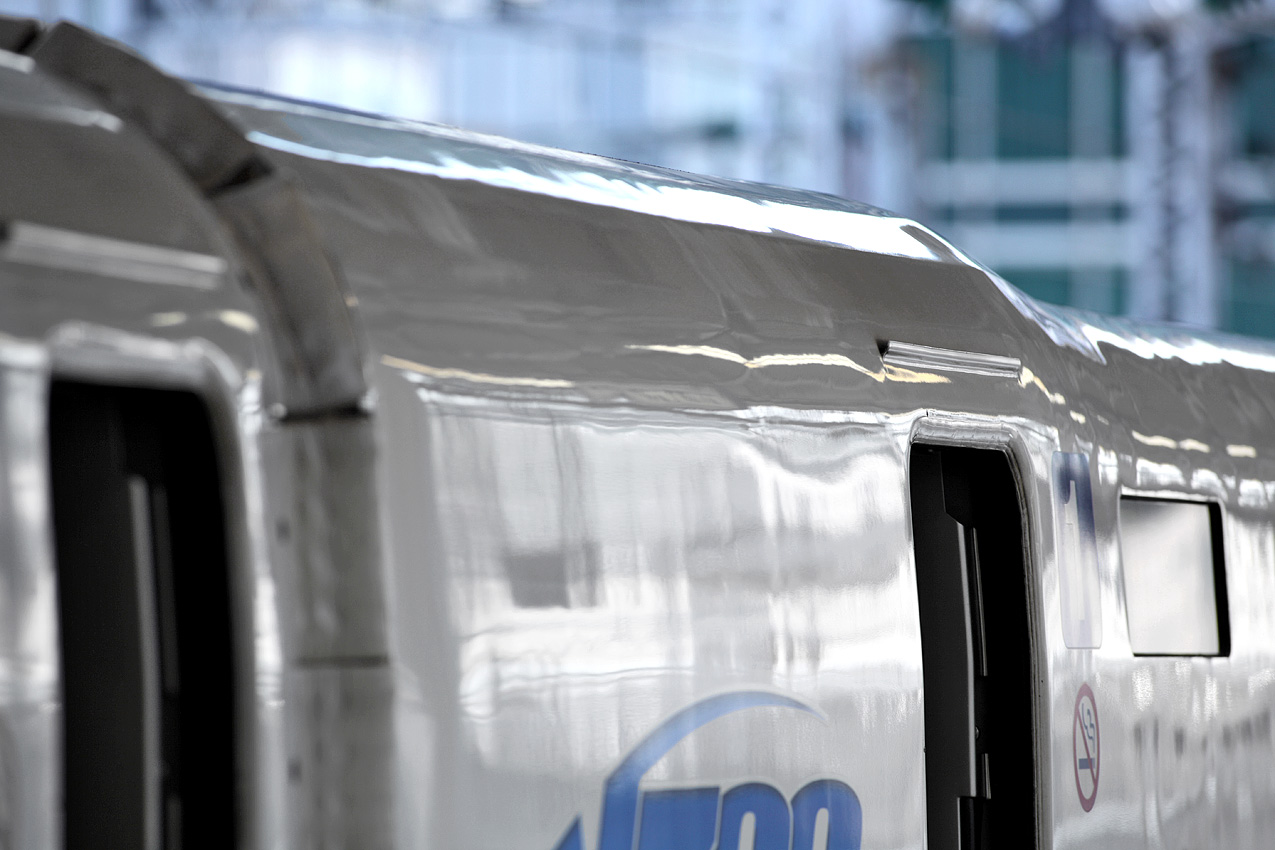
선두차량 천장의 단차

선두차량의 높이는 3,500mm인 부분과 3,600mm인 부분이 있다. 때문에 편성 중앙 근처의 승객용 출입문 부근에는 단차가 있다. 중간 차량은 3,600mm이다. 이 단차는 전두부 쪽의 형상에 더해 미기압파 경감과 공력저항 경감 등을 목적으로 한 공력상의 처리라 한다.

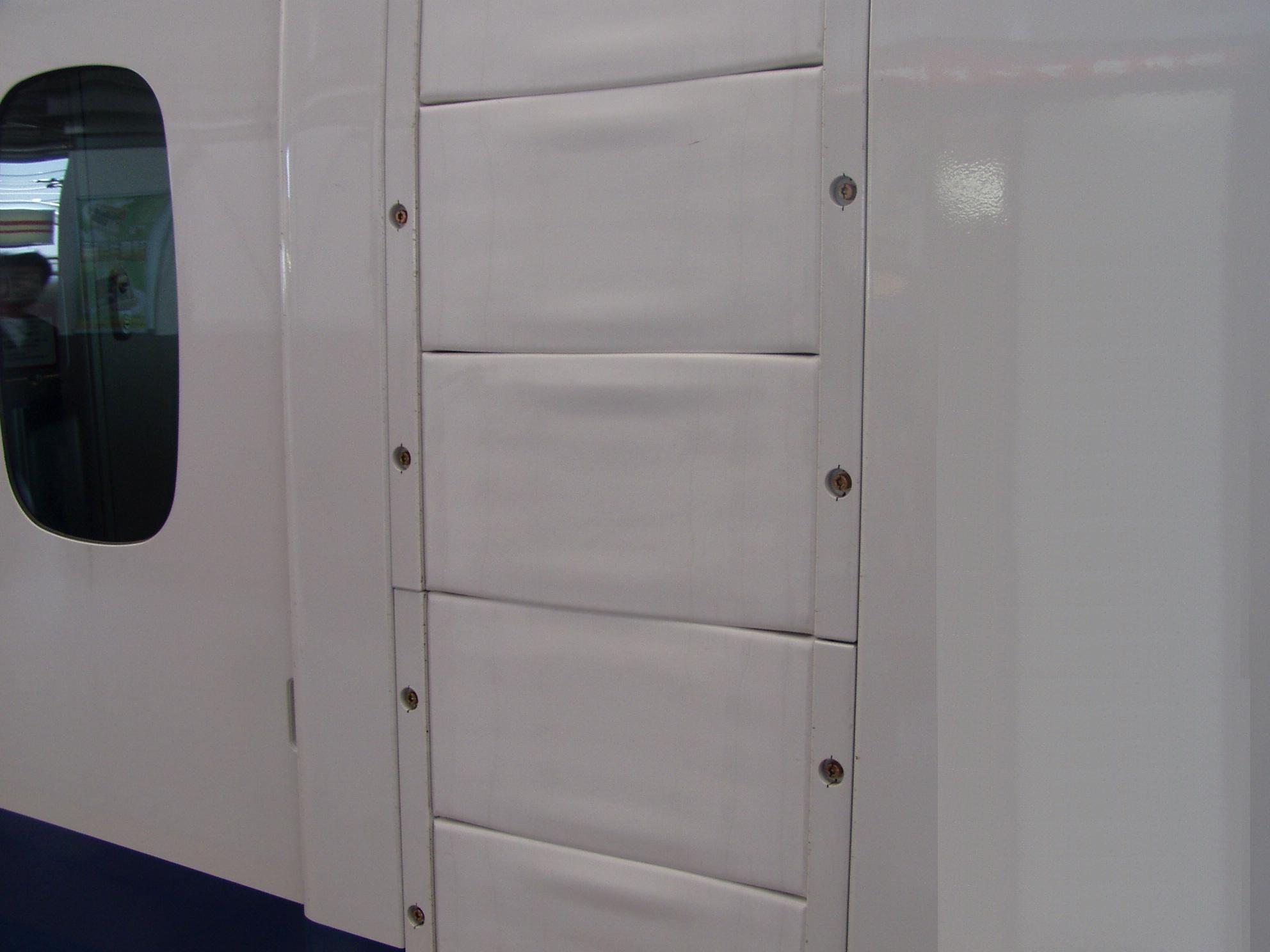
차량 연결부의 전주 다이어프램(2007년 5월 21일, 신오사카 역)

### 성능

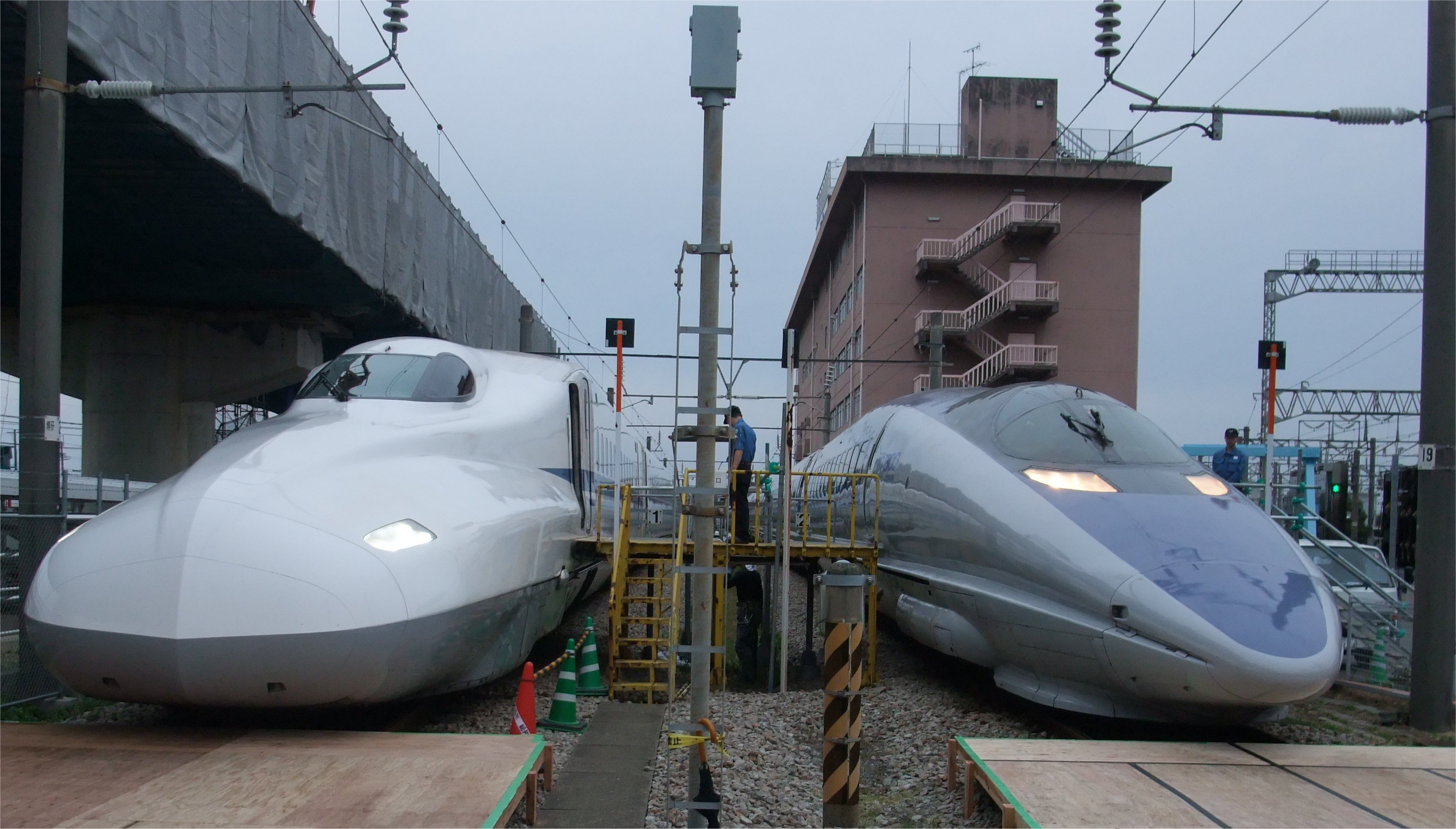
N700계(왼쪽)과 500계(오른쪽)

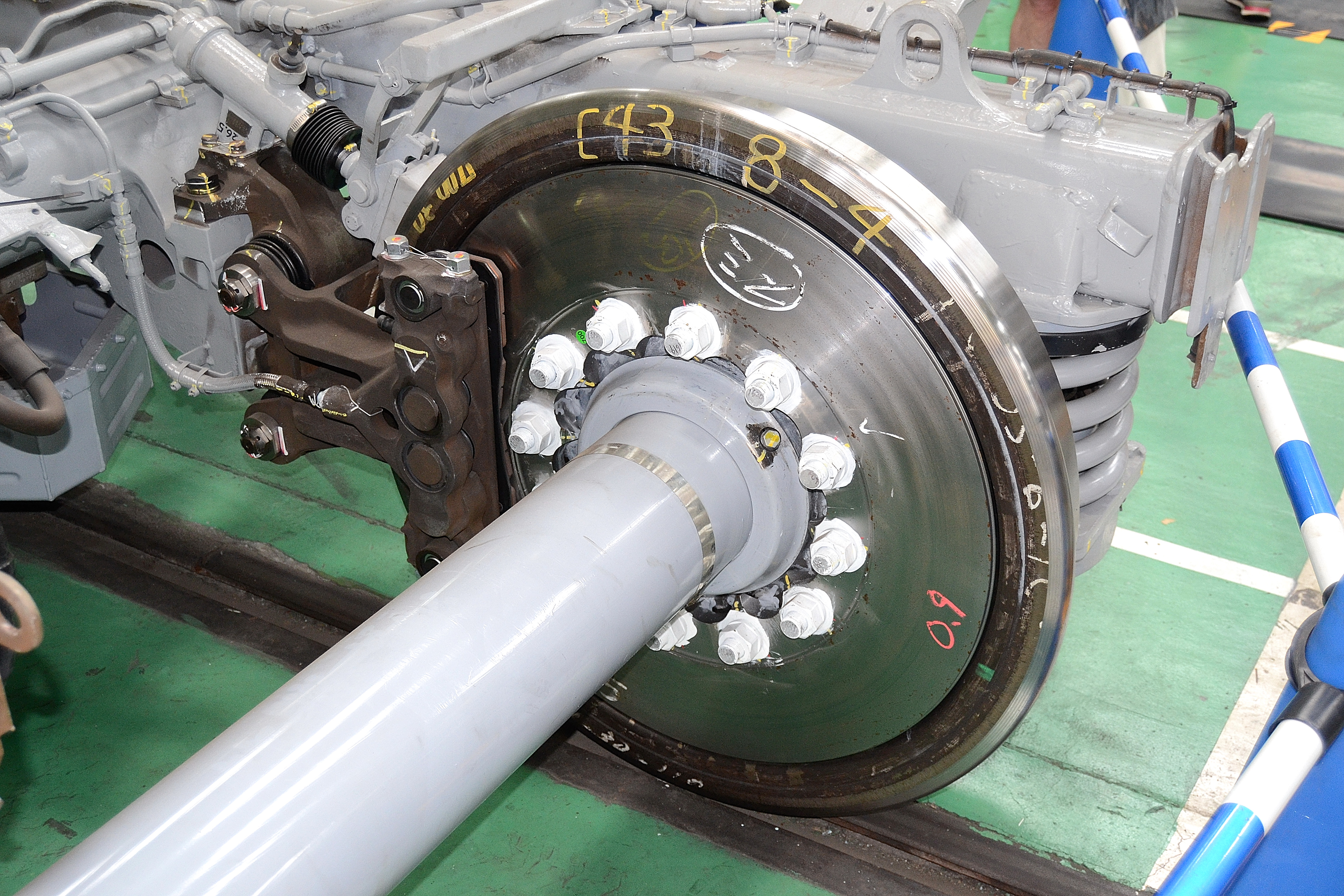
내주(内周)체결식
(N700계 Z·N편성)

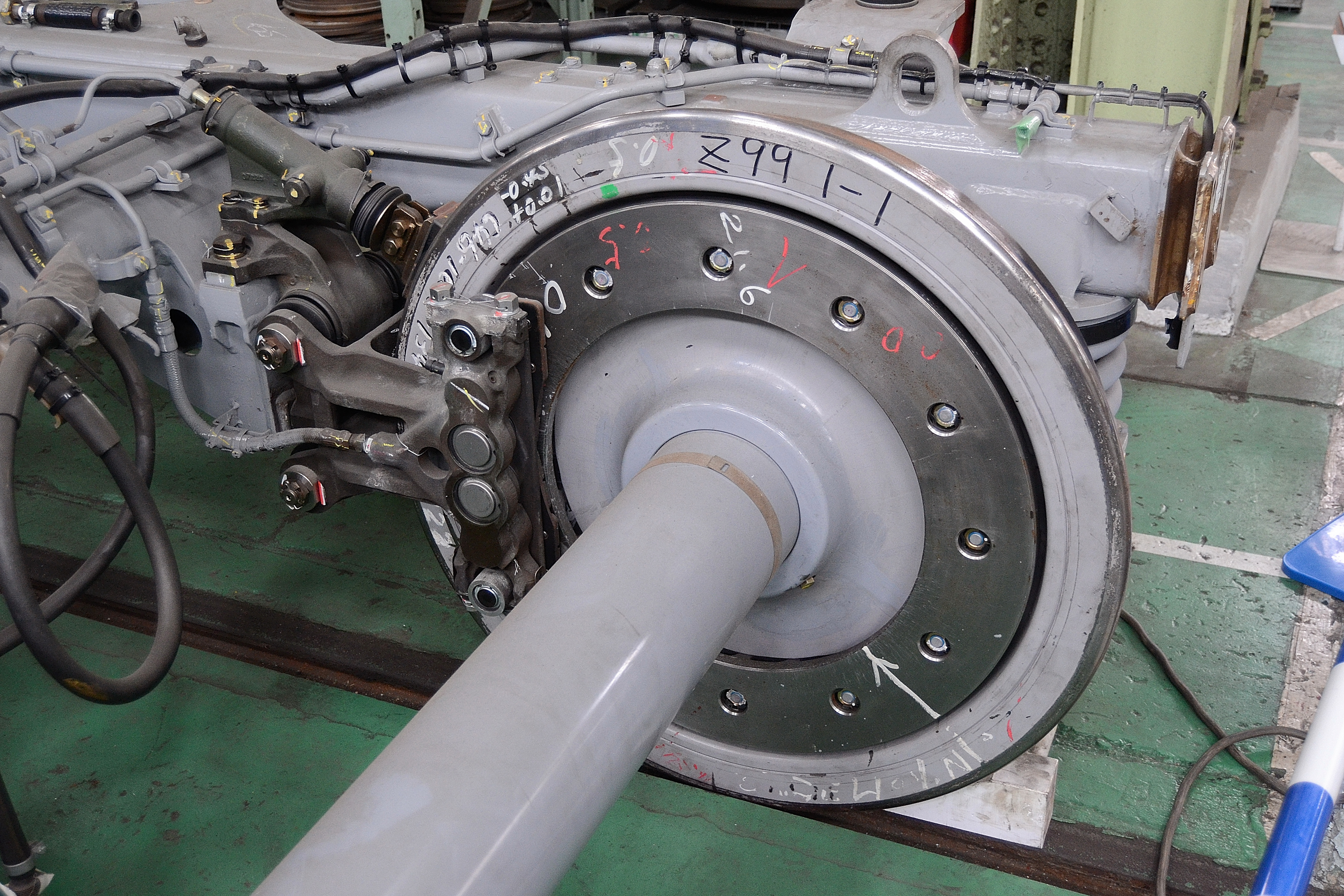
중앙체결식
(N700A G·X·F·K편성)

N700계의 기동가속도는 신칸센 차량으로서는 최고인 2.6km/h/s로 대략 3분에 270km/h까지 가속하는 성능을 가지고 있다(300km/h까지는 4분). 영업 운행에서의 최고속도는 500계와 같은 300km/h이다. 이것을 달성하기 위해 주전동기의 출력을 향상(275kW(700계) → 305kW)하여 MT비(전동차(M차)와 부수차(T차)의 비율)도 변경(12:4(700계) → 14:2)했다.
제동 장치는 MT비의 재검토에 수반하여 700계에서 사용되고 있었던 T차의 와전류 브레이크를 없애고 상용제동에서는 M차 14량의 회생제동으로 제동력을 얻도록 했다. ATC의 교체에 수반하여 설치된 디지털 ATC(ATC-NS)가 탑재되어 제동거리와 폐색간격의 최적화를 실시한다.
주행시의 에너지 소비도 차체경사장치의 적용으로 일부 곡선 구간에서 가감속이 불필요해진 점 등에 따라 700계보다 더 향상되어 도카이도 구간에서의 시험운행 결과 270km/h 주행시의 이용객 1인당 소비 에너지가 13.23kWh(700계 14.7kWh, 100계의 220km/h 주행시 13.9kWh)로 나타났다. 이는 700계에 비해 19% 정도 향상된 것이다. 산요 구간에서는 9% 향상되었다.
제동장치는 각 대차에 기본 제동장치로 300계나 700계와 같은 캘리퍼식 차륜 디스크 브레이크를 장비하고 있다. Z·N편성(기존 N700계)에서는 디스크 로터를 고정하는 볼트와 너트를 그 내주(内周)에서 체결하는 내주체결식을 채용했지만, G·X·F·K편성(개조 A를 포함한 N700A)에서는 디스크 로터의 중앙에서 체결하는 중앙체결식을 채용했다. 이는 기존 내주체결식의 경우 제동시 열에 의해 디스크가 열변형으로 휘어 브레이크 라이닝과의 접촉 면적이 감소해 제동력의 저하가 발생할 수가 있기 때문에, 디스크 로터의 중앙에서 체결함으로써 그 변형을 줄여 제동력의 저하를 막고 제동장치를 경량화하는 방법으로서 고안된 것이다. 본 계열(16량 편성)에서는 14M2T편성이 되어 전동차 비율이 올라 300계나 700계에서 사용된 T차의 와전류제동이 폐지되고 그만큼의 제동력을 14량의 M차 회생제동장치에서 받도록 했다. 자동 열차 제어 장치(ATC)의 노후 치환에 따라 디지털 ATC(ATC-NS)차상 장치가 탑재돼 제동거리와 폐색 간격을 최적화한다. 선행 시제차량(Z0편성)의 경우 계획상으로는 700계에 이어 와전류제동이 채용될 예정이었으나, 제동 부담률 개선과 중량 증가를 피하기 위해 취소되었다.

#### 대차

N700계의 대차 커버(2006년 7월 23일, JR 도카이 하마마쓰 공장에서 촬영)

대차는 300계 이래 실적이 있는 코일스프링과 원통적층고무를 병용한 윙 용수철 식 저널박스 장치의 볼스터리스 대차이며, 저널박스의 상부와 대차 프레임 사이에 축 댐퍼가 설치되어 있다. 그러나 500계와 700계와는 달리 JR 서일본 편성이 되는 N편성 차량도 JR 도카이와 같은 원통고무병용 저널박스 지지방식을 채용했다.
700계에서는 선두차량 진행방향 측의 대차에만 공력저항 경감용 커버가 붙어 있었지만 N700계에서는 대차의 전동(轉動)음과 공력음을 저감하기 위해서 모든 대차에 대차 커버가 채용되었다. 선행 시제차량(Z0편성)에서 시험 도중 커버의 형상이 변경되어 변경 뒤의 것이 양산형 차량에도 채용되었다. 선두차량의 대차 커버도 700계의 그것보다 공기의 흐름을 고려한 3차원적인 모양으로 되어 있다. 경량화와 재활용 측면을 고려하여 CFRP가 채용되어 있다.
구동방식은 보통차는 신형 치형형상(歯型形状)의 채용과 치차 중심간 거리를 확대하여 백래시(Backlash)를 줄인 저소음형 WN 평행카르단 구동방식이, 그린차의 경우 JR 도카이의 700계 C19편성 이후 그린차에서 실적이 있는 TD 평행카르단 구동방식이 본격적으로 채용되었다. JR 서일본의 700계는 그린차를 포함하여 모두 WN 평행카르단 구동방식이었지만, 이 계열(S편성을 제외)은 JR 도카이 소유 차량과 모두 공통이다. 이전에는 고속운전시 내구성의 측면에서 WN 평행카르단 구동방식이 채용되어 왔지만, TD 카르단에 이용되는 굴곡판의 내구성이 향상되었기 때문에 보수가 용이하고 소음이 적은 이 방식이 채용되었다.

#### 차체경사장치·세미 액티브 서스펜션

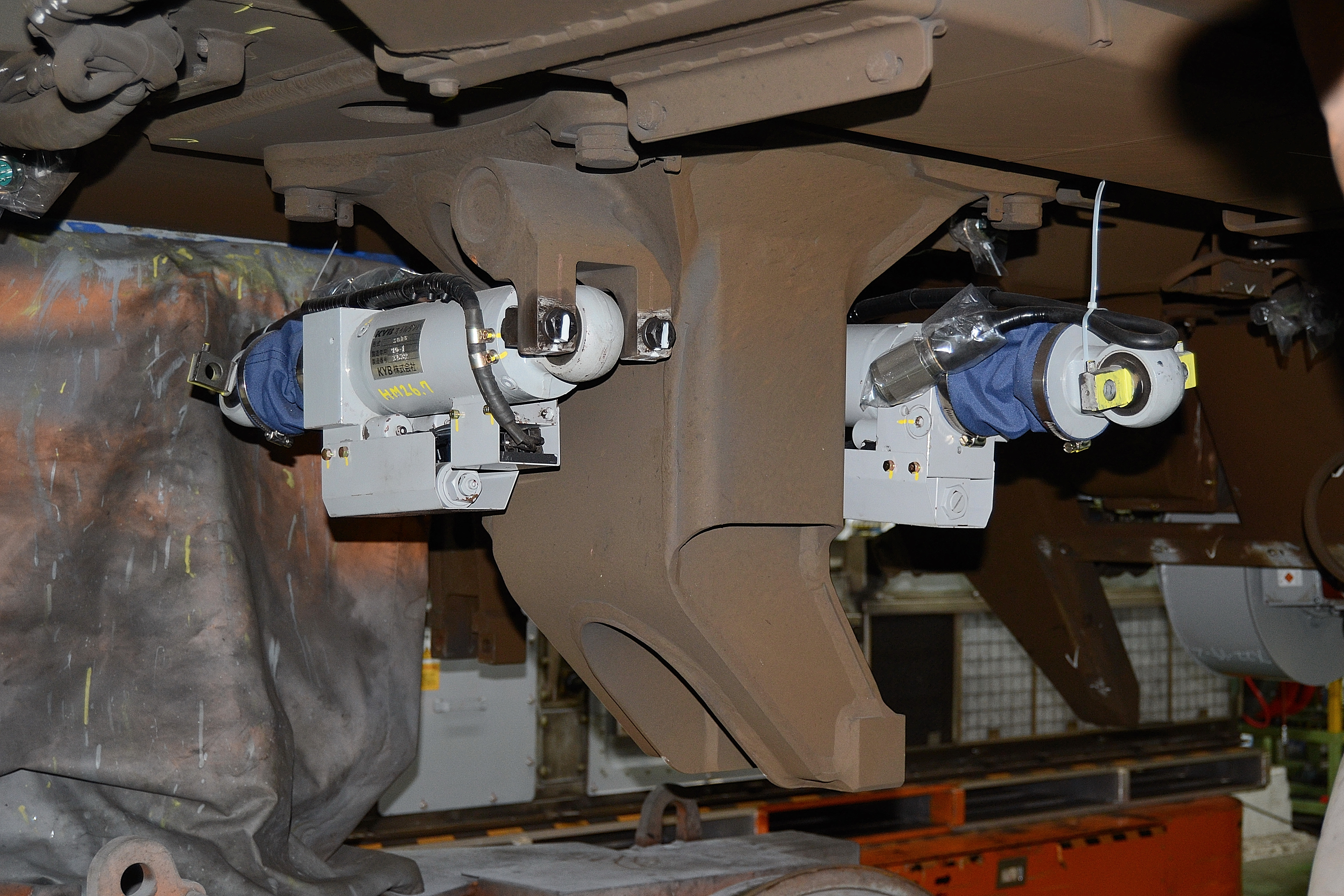
N700계 차체 하부의 견인장치의 센터피봇 부근에 설치된 비례전자변 릴리프 방식에 의한 무단계 감쇠력 조정식 세미 액티브 서스펜션

이전에는 255km/h로 감속해야 했던 도카이도 구간의 반경 2,500m의 곡선을 최고속도 그대로 주행할 수 있도록 하기 위해, 신칸센 차량으로는 처음으로 공기 용수철에 의한 차체 경사 장치(최대 경사각 1도)를 채용하고, 거기에 700계에서는 일부의 차량에만 탑재되었던 세미 액티브 서스펜션을 성능 향상(700계: 4모드 선택 전환 제어→ N700계: 무단계 제어)과 함께 모든 차량에 탑재시켜 승차감 개선을 도모하고 있다.
비례전자식 릴리프 변(일본어: 比例電磁式リリーフ弁)에 의한 무단계제어 방식 세미 액티브 서스펜션을 채용하여, 대차의 견인장치와 센터피봇 부근의 대차 프레임과 차체 사이에 침목방향으로 설치되어 감쇠력을 무단계로 제어할 수 있도록 되어 있다. 또, 터널과 개활지 구간에서의 선로 데이터 맵을 기반으로 각각의 구간에서 최적화된 제어 파라미터를 선택하는 기능도 있다. 700계에서는 일부 차량에만 설치되어 있었지만, 이 계열에서는 전 차량에 탑재하여 승차감 개선을 꾀했다.
차체 경사 기능은 대부분이 반경 4000m 이상 커브인 산요 구간에서는 사용하지 않지만, 기능을 완전히 기능을 정지시키지 않고 차체를 수평으로 유지하는 제어(0도 제어 또는 수평 제어)로 활용하여 승차감을 향상시키고 있다.

#### 집전장치

N700계의 팬터그래프(2006년 7월 23일, JR 도카이 하마마쓰 공장에서 촬영)

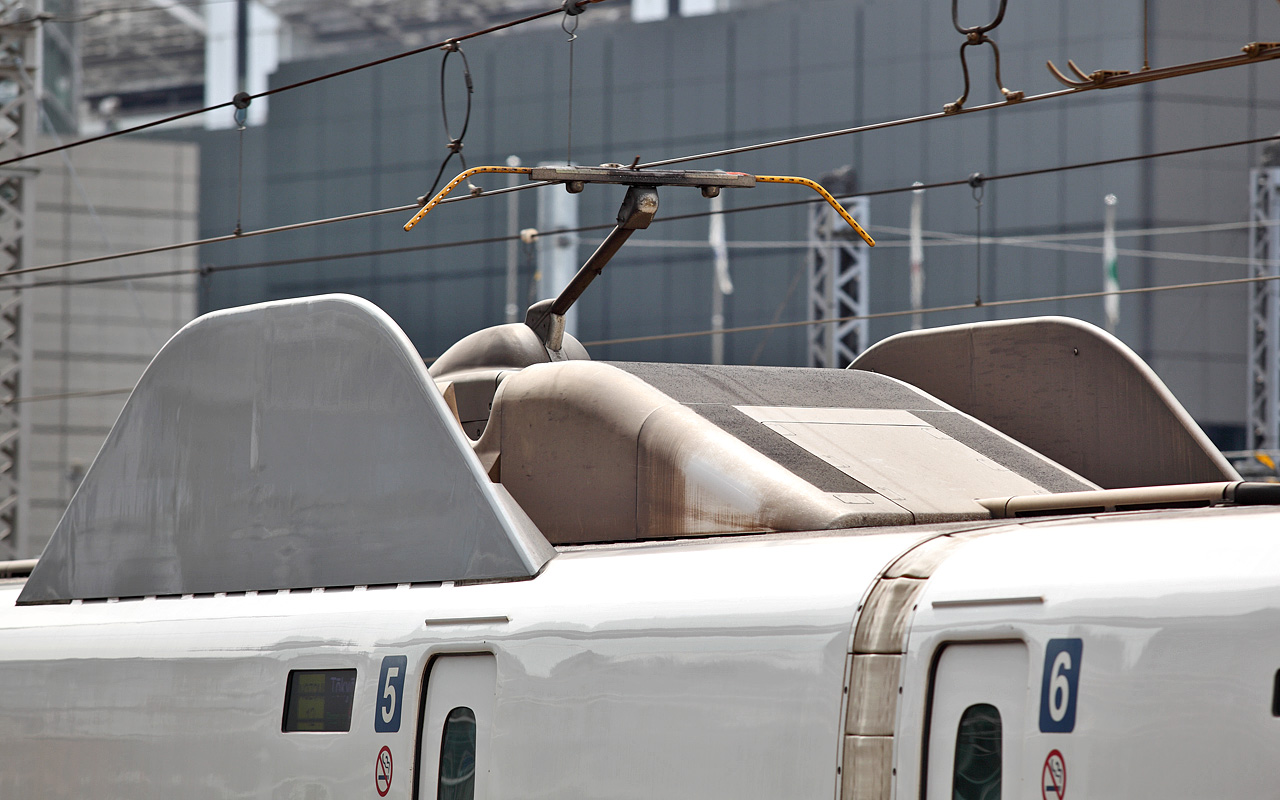
팬터그래프와 커버

팬터그래프도 0계 이래의 기초 설계를 원점으로부터 재검토하여 소형·경량화를 도모하였다. 기본적으로는 싱글암형이지만, 종래의 700계 등에서 보여지는 타입보다 하부(관절 부분보다 아래쪽) 암이 극단적으로 짧아지고, 그 관절부와 틀부분도 유선형 커버로 완전하게 덮인 신개발 팬터그래프를 채용하고 있다. 이에 따라 기존의 싱글암 팬터그래프보다 풍절음(바람 가르는 소리)이 줄어들었으며 가선 추종성이 한층 더 향상되었다.
종전 500계가 속도 증속을 목표로 채용한 익형 팬터그래프와는 달리 검수시분을 단축시켰다.
팬터그래프 커버와 차음판의 형상은 700계와 거의 같은 것을 채용하고 있다. 시제차량에는 차체경사시 가선과의 접촉 상황 등을 확인하기 위해 800계 U001 편성과 같이 카메라와 센서, 그리고 투광기로 구성되는 가선 검측장치가 설치되어 있었다.

### 내장
세미 틸팅 장치 채용에 의해 전체 폭이 700계에 비해 20mm 좁아졌지만, 차체 벽면을 얇게 하는 등의 노력으로 700계와 같은 수준의 차내공간을 확보하고 있다. 반면 창문은 700계보다 작다.

#### 창문
보통차는 TEIJIN제의 특수 폴리카보네이트(polycarbonate) 수지 창문을 채용하고 있다. 종래의 복층유리 표면에 특수 폴리카보네이트(polycarbonate)수지 시트를 붙여 맞춘 콤퍼짓(composite) 타입보다 내구성이 강하고, 부재 사용량을 반으로 줄이는 등 단위면적당 질량을 약 30% 정도 경량화하는데 성공했다.

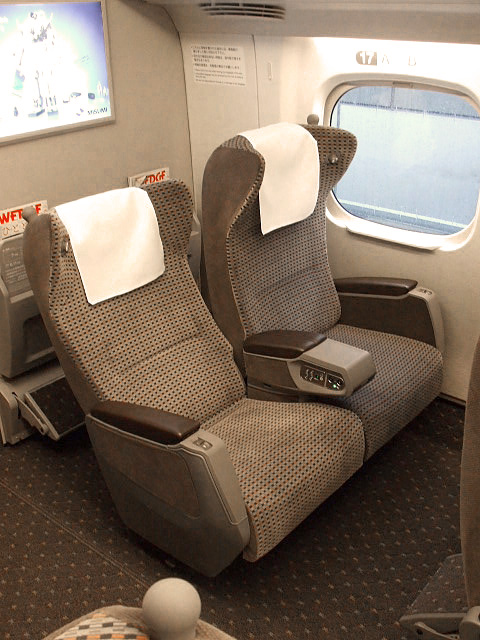
그린차의 싱크로나이즈드 컴포트 시트(2007년 9월 30일, 도쿄역에서 촬영)

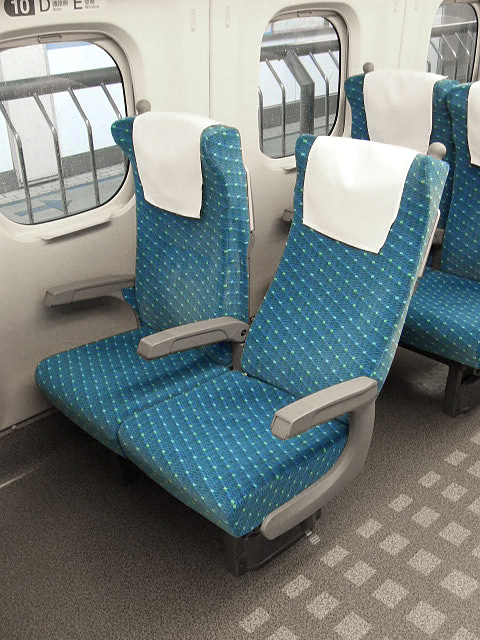
보통석(2007년 9월 30일, 도쿄역에서 촬영)

#### 좌석
시트피치는 100계 이후 표준인, 보통차 1,040mm, 그린차 1,160mm이다. 단 1호차(783형)와 16호차(784형)는 선두 형상 때문에 1,023mm로 줄어 있다.
300계 이후의 차량은 편성중량 경량화를 위해 우레탄을 적층시킨 구조의 좌석을 채용했지만, 안정감 측면에서 평판이 좋지 않기 때문에 복합 용수철 구조로 개량되었다.
보통차 좌석의 등받이는 새로 개발된 폴리에스테르 쿠션이다. 우레탄에 비해 약 20% 정도 가볍고, 투습성도 뛰어나다. 또한 통근형 전동차용 좌석보다 착석시 안정감이 향상되었다. 탄력성이 오래 가고 내구성이 뛰어나며, 폴리에스테르 소재로 제작되었기 때문에 완전 순환형 리사이클 시스템으로 재활용할 수 있다.
보통차의 경우 700계와 비교해서 좌석의 폭이 10mm 확대된 440mm로(중앙의 B자리를 제외), 그린차는 새롭게 개발된 '싱크로나이즈드 컴포트 시트'가 채용되었다. 이것은 리클라이닝과 함께 좌면 뒷부분이 내려가는 타입으로 안정감이 개선되었다. 그 밖에도 휘도를 높인 독서등이나 발밑을 따뜻하게 하는 기능(레그 워머)을 새로 채용했다.
좌석에는 쿠라레 그룹제 매직 테이프와 '세프톤 컴파운드'도 사용되었다. 매직 테이프는 그린·보통차의 헤드레스트 커버용(이전부터)·좌석 표피 모서리 부분 고정용(이전부터)·좌석 표피 고정용(신규)·쿠션 패드용(신규)으로 채용되었다. 또한 스위밍 고글의 밴드나 점프로프의 줄 부분에도 사용되고 있는 '세프톤 컴파운드'는 좌석의 팔걸이에 사용되었다. 종래의 폴리카보네이트(polycarbonate)보다 부드러워져 촉감 향상이나 딱딱한 물체가 움직임으로써 발생하는 불쾌한 소리가 줄어들었다.
또한 테이블은 A4사이즈의 노트북 컴퓨터를 둘 수 있는 사이즈로 확대되어 양산차량에서는 그린차의 모든 좌석과 보통차의 창가(A, E자리)·맨 앞·맨 뒤 좌석에는 스마트 기기용 콘센트가 설치된다. 1편성의 정원인 1,323명의 약 60%에 해당하는 수가 준비된다.

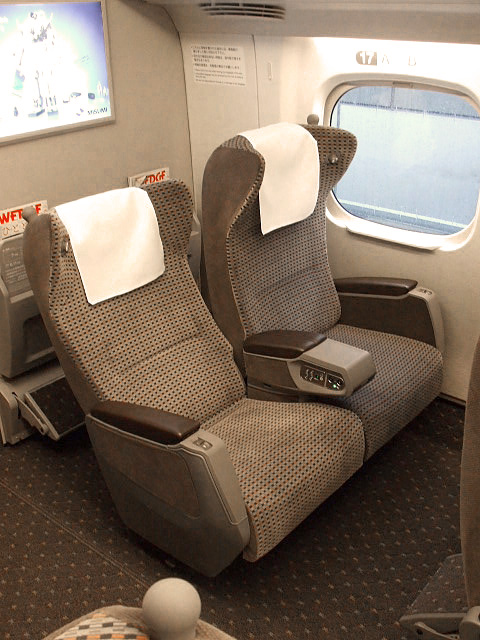
그린차의 싱크로나이즈드 컴포트 시트
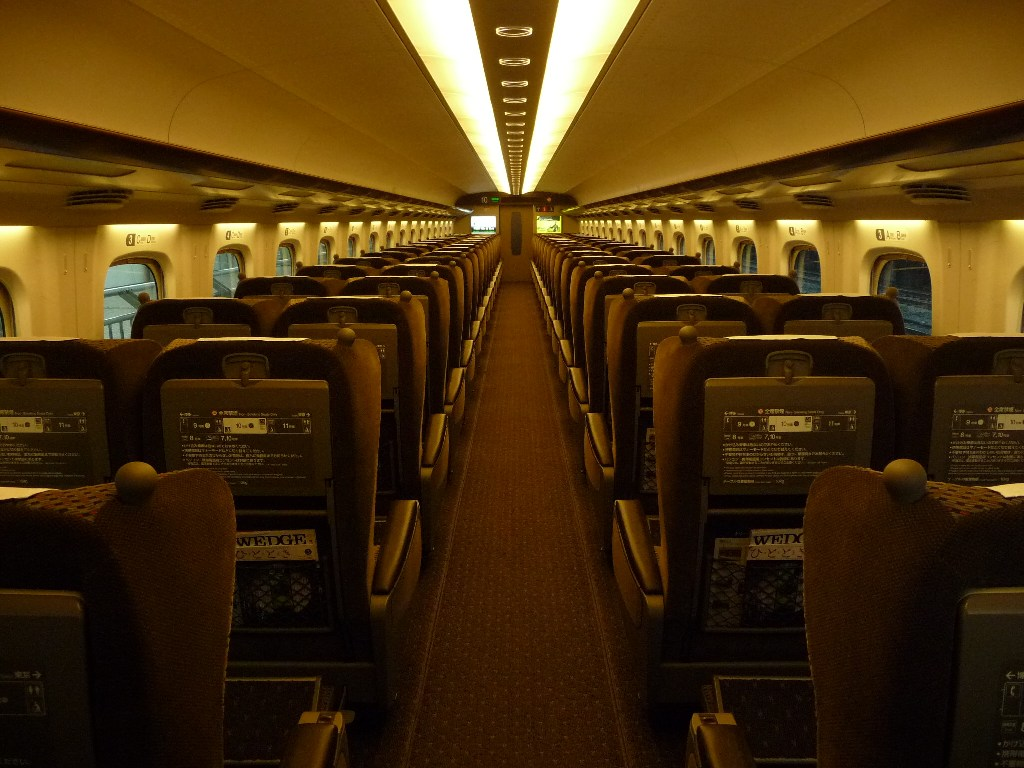
그린차 실내
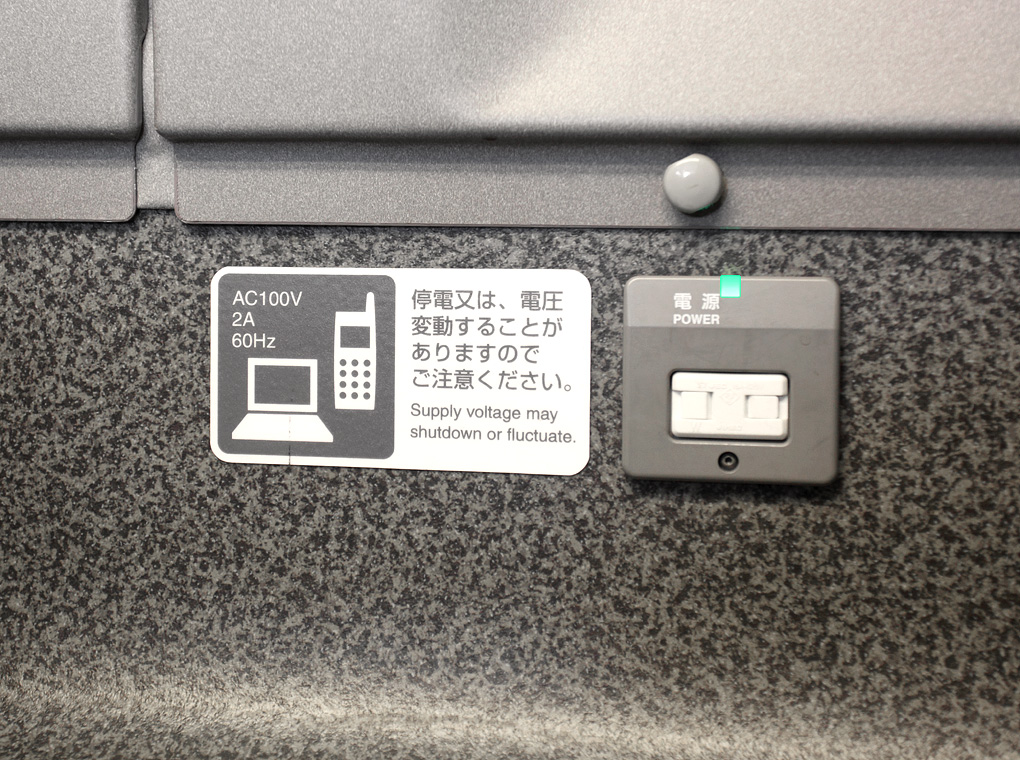
보통차 100v 전원

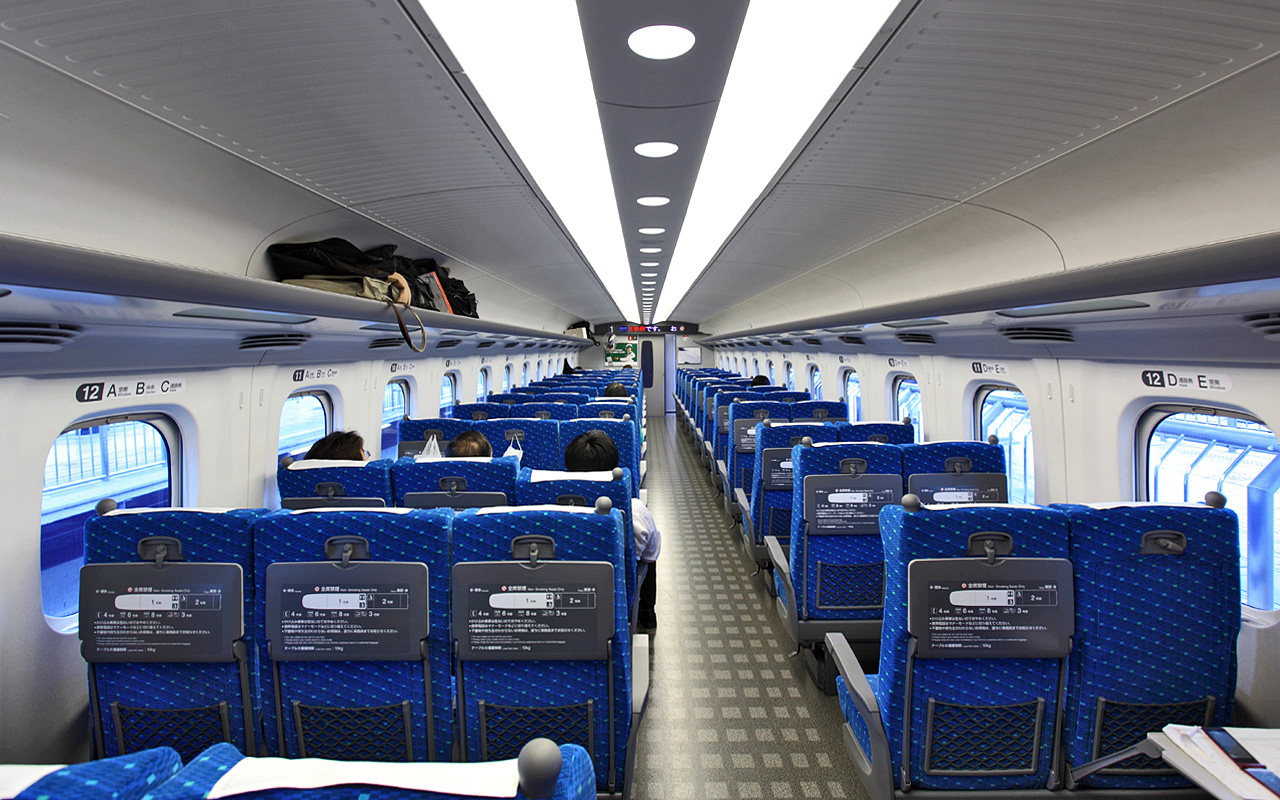
보통차 실내
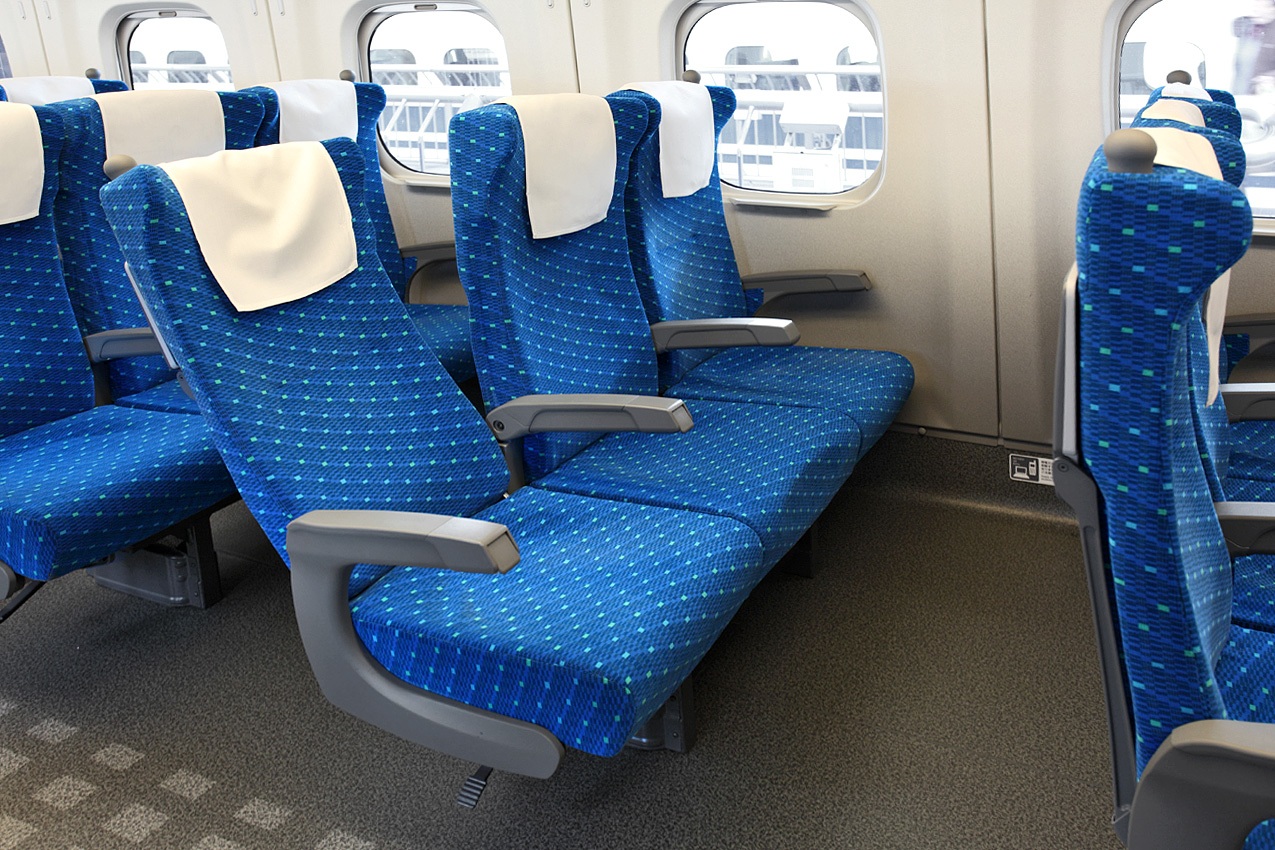
보통차 3인 좌석
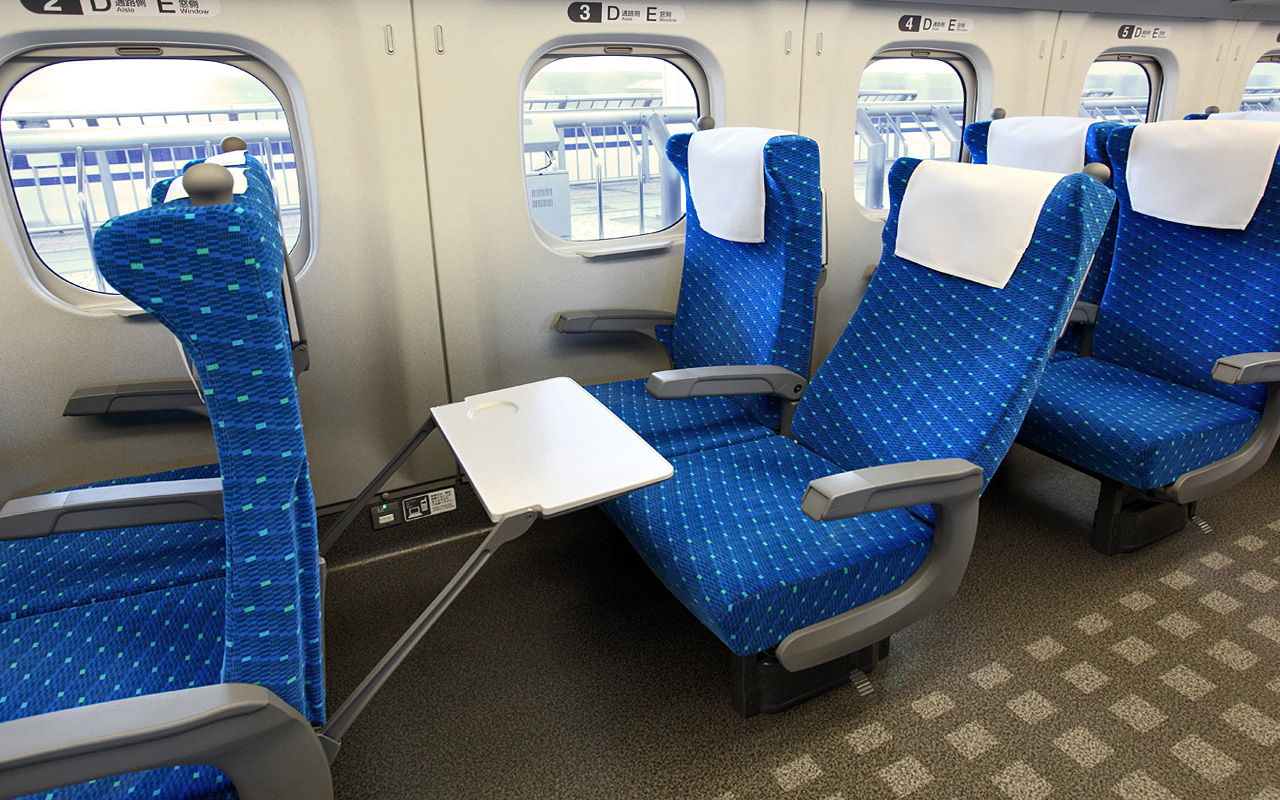
보통차 2인 좌석
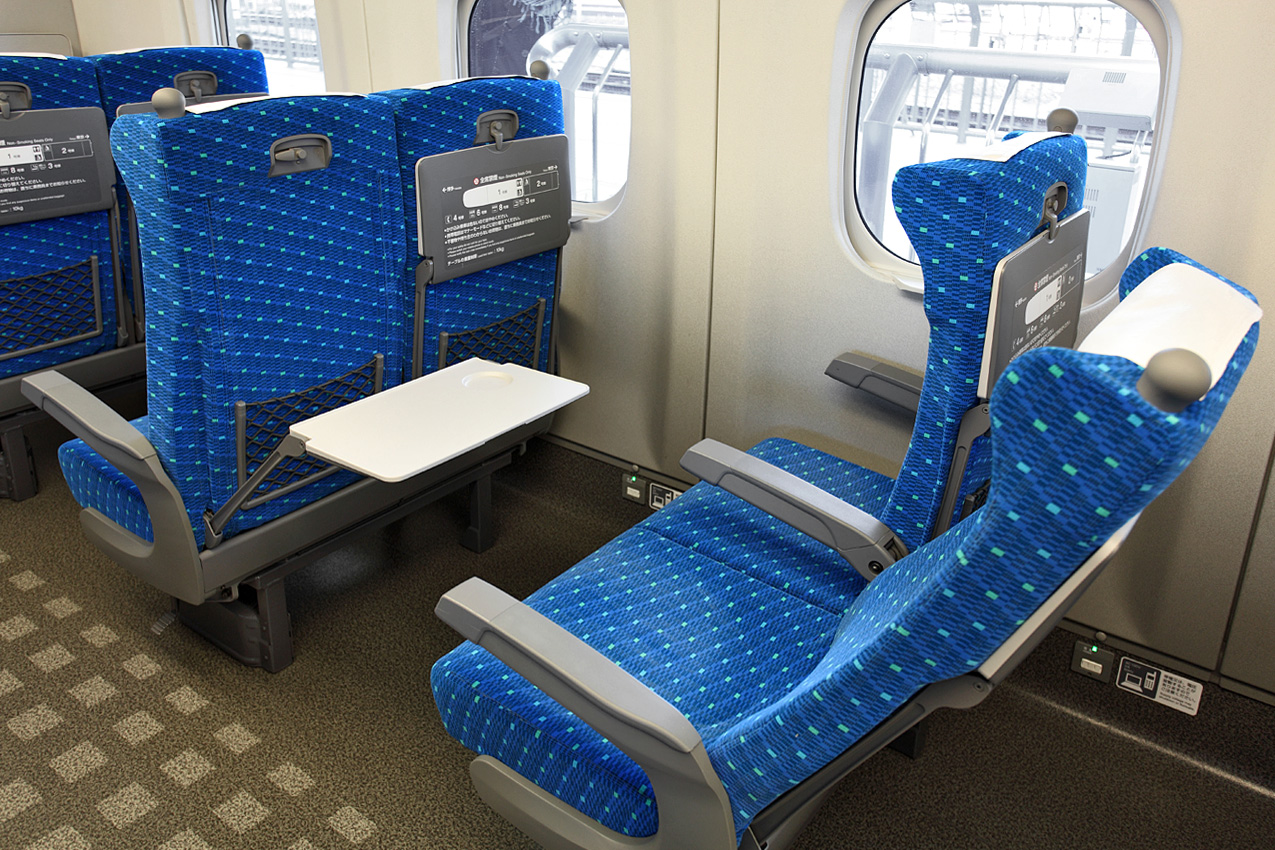
보통차 2인 좌석

#### 차내설비
지상 설비가 완성되는 2009년 봄부터 무선 LAN에 의한 인터넷 서비스를 개시할 예정이다(지상에서 차내에는 2Mbps, 차내에서 지상에는 1Mbps가 될 예정). 다만 산요 구간에서는 터널의 수가 많기 때문에 개량비용이 높아지며, JR 후쿠치야마 선 탈선사고를 계기로 안전 대책을 무엇보다 우선할 방침이어서 당장 개량 계획을 세울 수 없는 형편이기 때문에 일단은 도카이도 구간에서만 실시될 예정이다.
화장실은 모두 서양식으로 통일되는 것과 동시에 신칸센 차량으로는 처음으로 오스트메이트 대응 화장실이 설치되었다(11호차). 또한 일부 화장실에는 기저귀 교환대, 11호차의 다목적실에는 베이비 체어도 설치되어 있다.
국철 시절부터 흡연은 제일 큰 문제가 되어 왔다. 특히 300계 이후 차량은 고속 성능으로 인하여 차내에서 한 번 담배를 피우면 그 차량 한 량 전체로 퍼져 냄새가 번져 JR도카이·서일본·동일본에서 많은 민원이 들어왔다. 그래서 N700계 양산차량은 700계 이전의 차량과 달리 전좌석 금연이며, 강제배연장치·JR 도카이 코마키 연구시설이 개발한 광촉매 탈취 장치를 갖춘 흡연실(정원 24명)을 3·7·10·15호차의 데크 부분에 6개소 구비했다. 흡연실에 가까운 좌석은 흡연 희망자를 우선해 지정석권을 발행한다. 흡연자를 위해 배려한 셈이다.
이 외에 철도차량으로서는 최초로 모든 승강구 부근과 운전실 출입구에 방범 카메라를 설치하여 승무원실의 모니터에서 감시할 수 있는 시스템을 갖추었다. 이것은 승강구에 비치되어 있는 비상용 도어 코크가 장난으로 조작되는 경우가 많아 잦은 열차 지연의 원인이 되었으며, 전화실이나 흡연실 등의 개인실 부분이 증가하여 그런 공간을 악용하는 경우가 발생할 우려가 있어 이런 경우에 대해 방범 카메라에 의한 억제 효과를 도모하기 위해 도입되었다.
차내 조명에는 마쓰시타 전공제의 LED 조명도 채용되었다. 한 편성마다 그린차의 통로에 26개, 운전석에 12대가 각각 채용되어 있다.

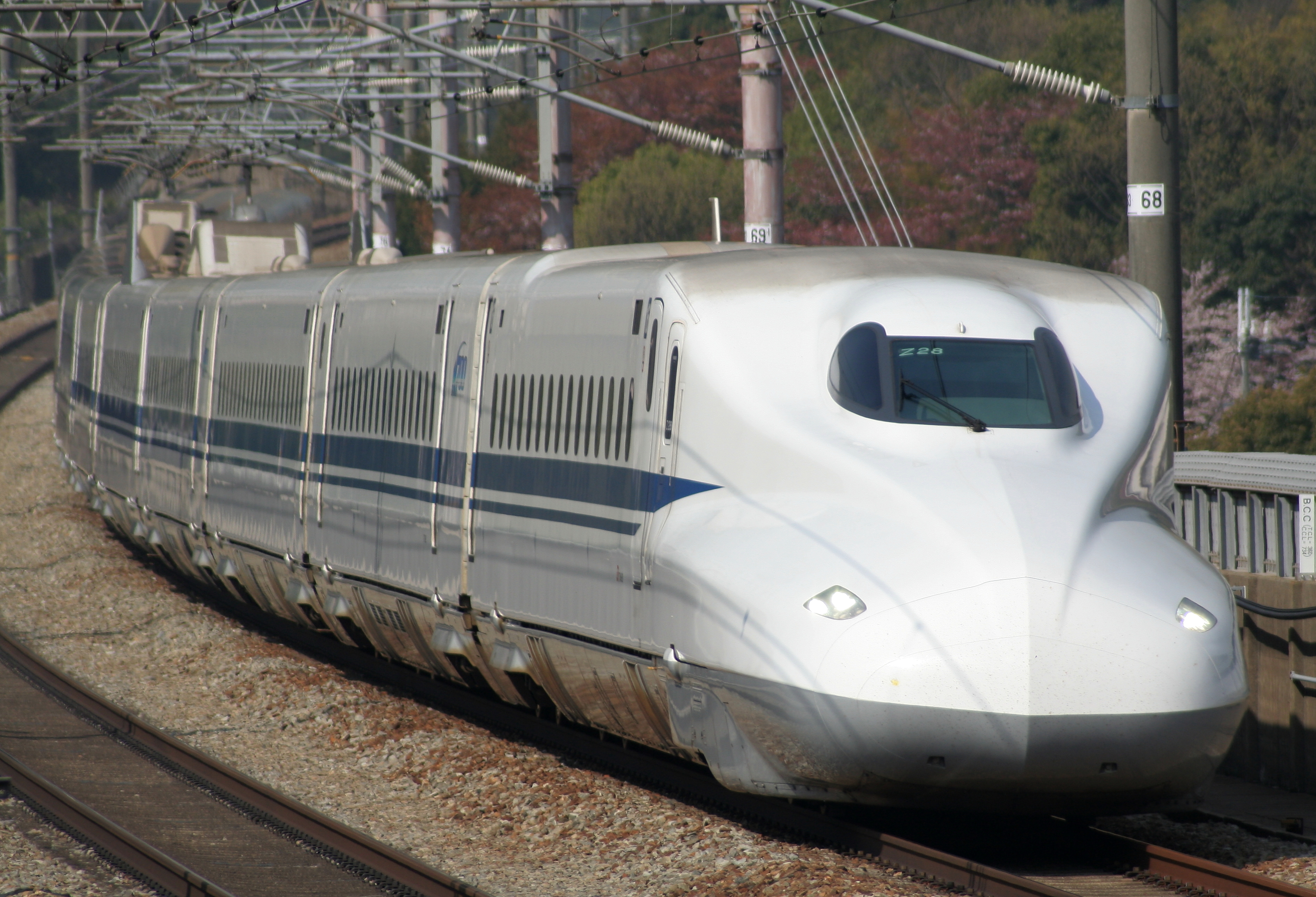
산요신칸센 구간을 주행하는 N700계 Z28편성(오카야마역 - 아이오이역, 2009년 4월 8일)

### 산요·큐슈 신칸센(가고시마 루트) 직통용

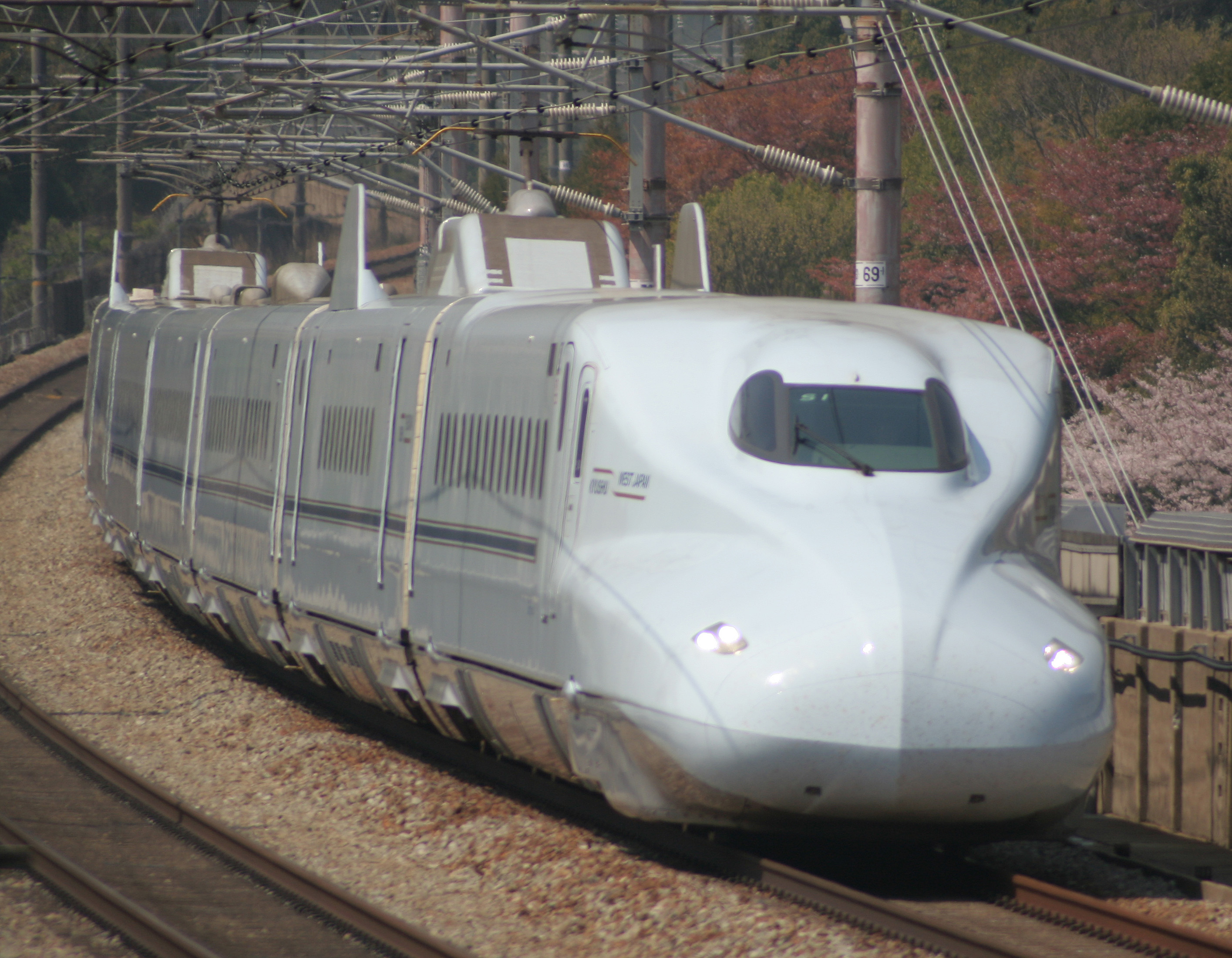
N700계 S1편성(오카야마역 - 아이오이역, 2009년 4월 8일)

2011년 봄 큐슈 신칸센 가고시마 루트 전 구간 개통으로 운행 중인 산요 신칸센·큐슈 신칸센 직통열차 사쿠라와 미즈호로 운행하기 위해 N700계를 베이스로 만든 신형 차량을 JR 서일본과 JR 큐슈에서 공동으로 개발하여 8량 편성으로 JR 서일본이 19개 편성, JR 큐슈가 10개 편성으로 합계 29편성(232량)을 제조하게 되었다. 이는 종래의 산요 신칸센용 차량으로는 하카타역 - 신토스 역 간과 신야쓰시로 역 이남의 급구배 구간(최대 35‰)을 주행할 수 없기 때문으로 신형 차량에서는 전차량 전동차가 된다. 덧붙여 일부 보도에 의하면 히카리 레일스타로 쓰이고 있는 700계 7000번대는 큐슈 신칸센 전 구간 개업 후에는 산요 신칸센의 고다마로 전용될 예정이다. 또한 JR큐슈 측에서도 2010년 이후는 신칸센의 신조 차량을 800계에서 N700계로 이행한다.
2008년 10월에는 JR서일본 소속 양산 선행 차량으로 N700계 7000번대가 되는 1편성 8량이 하카타 종합 차량소에 반입되었다.
JR서일본 소속 차량의 편성 기호는 S(JR큐슈 소속의 편성 기호는 R)이다. 2008년 10월 24일 하카타 역 - 신야마구치역간에서 공식 시운전이 실시되어 11월 이후에는 산요신칸센 내에서의 주행시험이 실시되고 있다.
이 항목에서는 N700계 Z·N편성과 S편성과의 차이점을 설명한다. Z·N편성과의 공통 항목에 대해서는 앞서 서술한 각 항목도 참조.
차량 구조
Z·N편성과 같은 알루미늄 합금제 더블스킨 구조를 채용하고 있다. 거기에 한층 더 소음 저감을 위해 차체 천장 중앙부에 있는 고압인통선의 덮개를 차체 지붕 중앙부의 형재와 일체화 구조로 하여 인통선 자체는 형재 안을 관통하는 구조로 되어 있다.
4 - 5호차간에는 고압인통선 케이블 헤드가 탑재되고 있다. 그 케이블 헤드의 경사각이 소음을 줄이기 위해 5도로 되어 있다(Z·N편성의 것과는 형상이 다르다). 때문에 전집막(全集幌)과 케이블이 닿아 버리므로 절연 관계상 4 - 5호차 간의 전집막의 천정 부분이 철거되어 있다.
도장
바디 칼라에는 도자기의 청자를 연상시키는 흰색 남색을 사용하였으며, 감색 남색과 금빛의 측면 라인이 1개 있다.
양 선두차량과 홀수 호차의 측면에는 로고 마크가 붙여져 있다. 이는, JR 서일본과 JR 큐슈 등 두 양사가 상호 협력하에 산요·큐슈 신칸센을 직결 운행하는 것을 의미하고 있다.
성능
큐슈 구간에서의 35‰ 상구배 유닛 컷 기동시, 보통 차량 성능으로는 기동이 불가능하다. 때문에 구배 기동시에만 견인력을 증가시키는(큐슈 구간에서만 사용 가능) 것을 통해 구배 기동을 가능하게 하고 있다.
최고속도는 Z·N편성과 같이 300km/h로, 큐슈 신칸센내에서는 260km/h가 될 예정이지만, 큐슈 신칸센에서의 증속도 검토되고 있다.
전원·제어장치
4량 1유닛으로 구성된다(MC+M1+M'+M2). M'차에 주변환 장치, M1, M2차에 주변환 장치를 2대씩 탑재하고 있다. 각 차량의 형식에 대해서는 #형식 및 차종을 참조.
|      | 가고시마츄오     | 가고시마츄오      | 가고시마츄오     | N700계 S, R편성표 | N700계 S, R편성표 | N700계 S, R편성표     | 신오사카         | 신오사카         |
| 편성 | 1호차 781형(MC)  | 2호차 788형(M1)   | 3호차 786형(M')  | 4호차 787형(M2)   | 5호차 787형(M2w)  | 6호차 766형(M'hS)     | 7호차 788형(M1h) | 8호차 782형(M'C) |
| S1   | 보통차 7001 60명 | 보통차 7001 100명 | 보통차 7001 80명 | 보통차 7001 80명  | 보통차 7501 72명  | 보통·그린차 7001 60명 | 보통차 7701 38명 | 보통차 7001 56명 |
전(全) 전동차가 되어, 양 선두차량이 전동 제어차가 되었다. 때문에 ATC 소음 대책으로 선두 대차용 주전동기에 실드 커버와 지퍼 튜브가 설치되어 있다.
대차
이미 800계 기준으로 되어 있는 JR 큐슈의 검수설비 문제상 500계, 700계 E·B편성, 800계의 대차를 베이스로 축량식(軸梁式) 저널박스 지지방식 WDT208 대차를 탑재하여 구동 방식도 기존대로 WN 평행카르단 구동방식을 채용한다.
- 모든 호차에 세미 액티브 댐퍼의 채용
  - 세미 액티브 댐퍼의 제어는 Z·N편성과 같이 비례 전자식 릴리프 밸브에 의한 무단제어의 것을 채용하여 감쇠력을 무단계로 제어할 수 있게 되어 있다. 또한 터널과 일반 구간에서의 선로 데이터 맵을 바탕으로 각각의 구간에서 최적의 제어 파라미터를 선택하는 기능이 있다.

- 차축 베어링의 직경을 130mm로 확대
  - 베어링 성능을 향상시키기 위해 차축 외경을 확대했다. 또한 베어링의 하중 분포를 최적화하기 위해 저널박스의 형상을 변경했다.

- 큐슈 구간에서의 주행을 고려한 화산재 대책
  - WN 구동부의 먼지 제거를 수세식으로 변경하는 것을 통해 화산재가 많은 큐슈 구간에서의 방진 성능을 강화하고 있다.

등을 들 수 있다.
도카이도 구간에는 진입하지 않기 때문에 차체 경사 장치는 탑재되지 않았으며 설치하기 위한 준비는 되어 있다.
내장·설비
편성은 그린차(6호차 반실은 정원 24명)·보통차 지정석(4 - 8호차 합계 282명)·자유석(1 - 3호차 합계 240명)로 구성되며 차내는 모두 목조 디자인이 이용되어 침착한 분위기의 내장이 되어 있다. 흡연룸의 설치나 6호차의 반실 그린차화에 의한 정원 감소를 최소한으로 줄일 수 있도록 실내 기기 배치에 있어서 최적화가 실시되었다.
7호차는 휠체어 대응 좌석을 갖추고 있으며 화장실 설비도 넓다. 3·7호차에는 흡연룸이 있다. 5호차에는 여성 전용 화장실과 화장실이 설치되어 있다.
좌석
| 항목      | 보통차 자유석                        | 보통차 지정석           | 그린석                                                      |
| --------- | ------------------------------------ | ----------------------- | ----------------------------------------------------------- |
| 시트피치  | 1,040mm                              | 1,040mm                 | 1,160mm                                                     |
| 시트폭    | 430mm(D·E석) 440mm(A·C석) 460mm(B석) | 460mm                   | 475mm                                                       |
| 시트 배열 | 2열+3열                              | 2열+2열                 | 2열+2열                                                     |
| 부대 설비 | 배면 테이블                          | 배면 테이블 드링크 홀더 | 배면 테이블 인 암 테이블 레그 레스트 LED 독서등 오디오 설비 |

좌석은 그린차와 보통차 지정석은 통로를 사이에 두고 좌우 각 2열, 자유석은 2열+3열 배치다. 보통차의 시트피치는 1,040mm로 통일되어 있기 때문에 양 선두차의 좌석 열수가 Z·N편성에 비해 1열씩 줄어들어 있다.
보통차 자유석은 Z·N편성 보통석을 베이스로 하고 있다.

## 보유 현황

### 도입 변천사
| 회사   | 도카이          | 도카이          | 도카이          | 서일본          | 서일본          | 서일본          | 서일본      | 큐슈        | 비고 |
| 노선   | 도카이도 & 산요 | 도카이도 & 산요 | 도카이도 & 산요 | 도카이도 & 산요 | 도카이도 & 산요 | 도카이도 & 산요 | 산요 & 큐슈 | 산요 & 큐슈 | 비고 |
| 년도   | Z편성           | G편성           | X편성           | N편성           | F편성           | K편성           | S편성       | R편성       | 비고 |
| ------ | --------------- | --------------- | --------------- | --------------- | --------------- | --------------- | ----------- | ----------- | --- |
| 2005년 | 1               |                 |                 |                 |                 |                 |             |             | N700계 데뷔 |
| 2006년 | 1               |                 |                 |                 |                 |                 |             |             | |
| 2007년 | 5+1             |                 |                 | 1               |                 |                 |             |             | N700계 0번대 (Z 편성), 3000번대 (N 편성) 최초 도입                                                                                            |
| 2008년 | 17+1            |                 |                 | 8               |                 |                 | 1           |             | 7000번대 시제차 완료 |
| 2009년 | 33+1            |                 |                 | 9               |                 |                 | 1           |             | |
| 2010년 | 49+1            |                 |                 | 14              |                 |                 | 1           |             | 500계 도카이도 신칸센 구간 운행 종료 |
| 2011년 | 65+1            |                 |                 | 16              |                 |                 | 9           | 10          | 큐슈신칸센 전 구간 개통 및 S편성 7000번대, R편성 8000번대 도입                                                                                |
| 2012년 | 80+1            |                 |                 | 16              |                 |                 | 19          | 10          | 100계, 300계 운행 종료 |
| 2013년 | 80+1            | 6               |                 | 16              |                 |                 | 19          | 11          | N700계 1000번대 (G 편성) 최초 도입 |
| 2014년 | 48              | 13              | 32+1            | 13              | 1               | 3               | 19          | 11          | N700계 4000번대 (F 편성) 최초 도입 N700계 0번대 (Z 편성) → 2000번대 (X 편성) 개조 시작 N700계 3000번대 (N 편성) → 5000번대 (K 편성) 개조 시작 |
| 2015년 | 11              | 19              | 69+1            | 5               | 1               | 11              | 19          | 11          | |
| 2016년 |                 | 25              | 80+1            |                 | 5               | 16              | 19          | 11          | N700계 0번대 (Z 편성) → 2000번대 (X 편성) 개조 완료 N700계 3000번대 (N 편성) → 5000번대 (K 편성) 개조 완료                                    |
| 2017년 |                 | 31              | 80+1            |                 | 9               | 16              | 19          | 11          | |
| 2018년 |                 | 39              | 80+1            |                 | 13              | 16              | 19          | 11          | |
| 2019년 |                 | 46              | 80              |                 | 17              | 16              | 19          | 11          | X0편성(9000번대) 편성이 폐차 |
| 2020년 |                 | 51              | 74              |                 | 24              | 16              | 19          | 11          | X12~X17편성이 폐차 |
| 2021년 |                 | 51              | 69              |                 | 24              | 16              | 19          | 11          | X19,X22,X23,X24,X25,X27,X28 편성이 폐차 |
| 2022년 |                 | 51              | 58              |                 | 24              | 16              | 19          | 11          | |
| 2023년 |                 | 51              | 45              |                 | 24              | 16              | 19          | 11          | |
| 2024년 |                 | 51              | 38              |                 | 24              | 16              | 19          | 11          | |

### 도입 현황
| 년도   | 도카이 | 서일본 | 큐슈 | 합계  |
| ------ | ------ | ------ | ---- | ----- |
| 2005년 | 16     | 0      | 0    | 16    |
| 2006년 | 16     | 0      | 0    | 16    |
| 2007년 | 16     | 0      | 0    | 16    |
| 2008년 | 272    | 128    | 0    | 400   |
| 2009년 | 528    | 152    | 0    | 680   |
| 2010년 | 1,040  | 232    | 0    | 1,272 |
| 2011년 | 1,040  | 328    | 80   | 1,448 |
| 2012년 | 1,296  | 368    | 80   | 1,744 |
| 2013년 | 1,392  | 408    | 88   | 1,888 |
| 2014년 | 1,504  | 424    | 88   | 2,016 |
| 2015년 | 1,600  | 424    | 88   | 2,112 |
| 2016년 | 1,696  | 488    | 88   | 2,272 |

## 운행 노선
과밀 다이어의 영향으로 지금까지 고속화에 의한 소요시간 단축 혜택은 이른 아침·심야 열차밖에 얻지 못하고 있었지만, 이 개정으로 하루 종일에 걸쳐 N700계 전용 다이어가 짜여져 약간이지만 그 혜택을 받을 수 있게 되었다. N700계에 의한 도쿄역 - 하카타 역간 직통 노조미는, 낮에도 도쿄역 - 신오사카 역 간을 4역 정차하면서도 종래의 3역 정차 노조미 일부 같은 2시간 33분에 주파하여, 낮의 노조미의 표준 소요시간을 연장시키지 않고 시나가와 역과 신요코하마 역 양역에 모든 열차를 정차시킬 수 있게 되었다.

### 현재 운행 노선
- 도카이도 & 산요 신칸센
  - 고다마
  - 노조미
  - 히카리

- 산요 & 큐슈 신칸센
  - 미즈호
  - 사쿠라
  - 쓰바메/츠바메

### 다이야 개정
| 다이야 개정     | 노조미 | 히카리 | 고다마 | 도카이                                             | 도카이                                     | 도카이   | 서일본                     | 서일본                        | 서일본        | 비고 |
| 다이야 개정     | 노조미 | 히카리 | 고다마 | Z편성                                              | X편성                                      | G편성    | N편성                      | K편성                         | F편성         | 비고 |
| --------------- | ------ | ------ | ------ | -------------------------------------------------- | ------------------------------------------ | -------- | -------------------------- | ----------------------------- | ------------- | --- |
| 2007년 7월 1일  | 8      | 0      | 0      | Z1 - Z5                                            |                                            |          | N1                         |                               |               | N700계 데뷔 |
| 2008년 3월 15일 | 41     | 2      | 4      | Z1 - Z16                                           |                                            |          | N1 - N8                    |                               |               | |
| 2009년 3월 14일 | 81     | 5      | 2      | Z1 - Z32                                           |                                            |          | N1 - N9                    |                               |               | |
| 2010년 3월 13일 | 120    | 7      | 7      | Z1 - Z48                                           |                                            |          | N1 - N14                   |                               |               | 500계 노조미에서 운행 종료 노조미 운행 시 N700계로 운행                                                                                       |
| 2011년 3월 12일 | 149    | 7      | 7      | Z1 - Z64                                           |                                            |          | N1 - N16                   |                               |               | |
| 2012년 3월 17일 | 163    | 18     | 18     | Z1 - Z80                                           |                                            |          | N1 - N16                   |                               |               | 100계, 300계 운행 종료 |
| 2013년 3월 16일 | 163    | 19     | 26     | Z1 - Z80                                           |                                            | G1 - G6  | N1 - N16                   |                               |               | N700계 1000번대 (G 편성) 최초 도입 |
| 2014년 3월 15일 | 163    | 39     | 41     | Z1 - Z5 Z15 - Z35, Z37 Z48 - Z64 Z66, Z67 Z79, Z80 | X6 - X14 X36 X38 - X47 X65 X68 - X78       | G1 - G13 | N1 - N3 N6 - N12 N14 - N16 | K4, K5, K13                   | F1            | N700계 4000번대 (F 편성) 최초 도입 N700계 0번대 (Z 편성) → 2000번대 (X 편성) 개조 시작 N700계 3000번대 (N 편성) → 5000번대 (K 편성) 개조 시작 |
| 2015년 3월 14일 | 164    | 44     | 43     | Z1 - Z5 Z33，Z35，Z37 Z64，Z66, Z67                | X6 - X32 X34，X36 X38 - X63 X65，X68 - X80 | G1 - G19 | N6，N7, N9 N11, N16        | K1 - K4 K5, K8, K10 K12 - K15 | F1            | |
| 2016년 3월 26일 | 164    | 48     | 45     |                                                    | X1 - X80                                   | G1 - G25 |                            | K1 - K16                      | F1 - F5       | N700계 0번대 (Z 편성) → 2000번대 (X 편성) 개조 완료 N700계 3000번대 (N 편성) → 5000번대 (K 편성) 개조 완료                                    |
| 2017년 3월 4일  | 164    | 65     | 50     |                                                    | X1 - X80                                   | G1 - G31 |                            | K1 - K16                      | F1 - F9       | |
| 2018년 3월 17일 | 164    | 65     | 63     |                                                    | X1 - X80                                   | G1 - G39 |                            | K1 - K16                      | F1 - F12      | |
| 2020년 3월 14일 |        |        |        |                                                    | X1 - X80                                   | G1 - G51 |                            | K1 - K16                      | F1 - F22, F24 | 700계 도카이도 신칸센 구간에서 운행 종료 |

## 객차 구성
- F,G,K,X편성의 경우 6호차와 12호차에 R,S편성의 경우 2호차와 7호차에 팬터그래프가 존재한다.

### F 편성 (서일본여객철도소속)
| 호차 | 1        | 2        | 3        | 4        | 5        | 6        | 7        | 8        | 9        | 10       | 11       | 12       | 13       | 14       | 15       | 16       |
| ---- | -------- | -------- | -------- | -------- | -------- | -------- | -------- | -------- | -------- | -------- | -------- | -------- | -------- | -------- | -------- | -------- |
| 명칭 | Tc       | M2       | M'w      | M1       | M1w      | M'       | M2k      | M1s      | M1sw     | M2s      | M'h      | M1       | M1w      | M'       | M2w      | T'c      |
| 번호 | 783-4000 | 787-4000 | 786-4500 | 785-4000 | 785-4300 | 786-4000 | 787-4400 | 775-4000 | 776-4000 | 777-4000 | 786-4700 | 785-4600 | 785-4500 | 786-4200 | 787-4500 | 784-4000 |
| 좌석 | 65       | 100      | 85       | 100      | 90       | 100      | 75       | 68       | 64       | 68       | 63       | 100      | 90       | 100      | 80       | 75       |

### G 편성 (도카이여객철도소속)

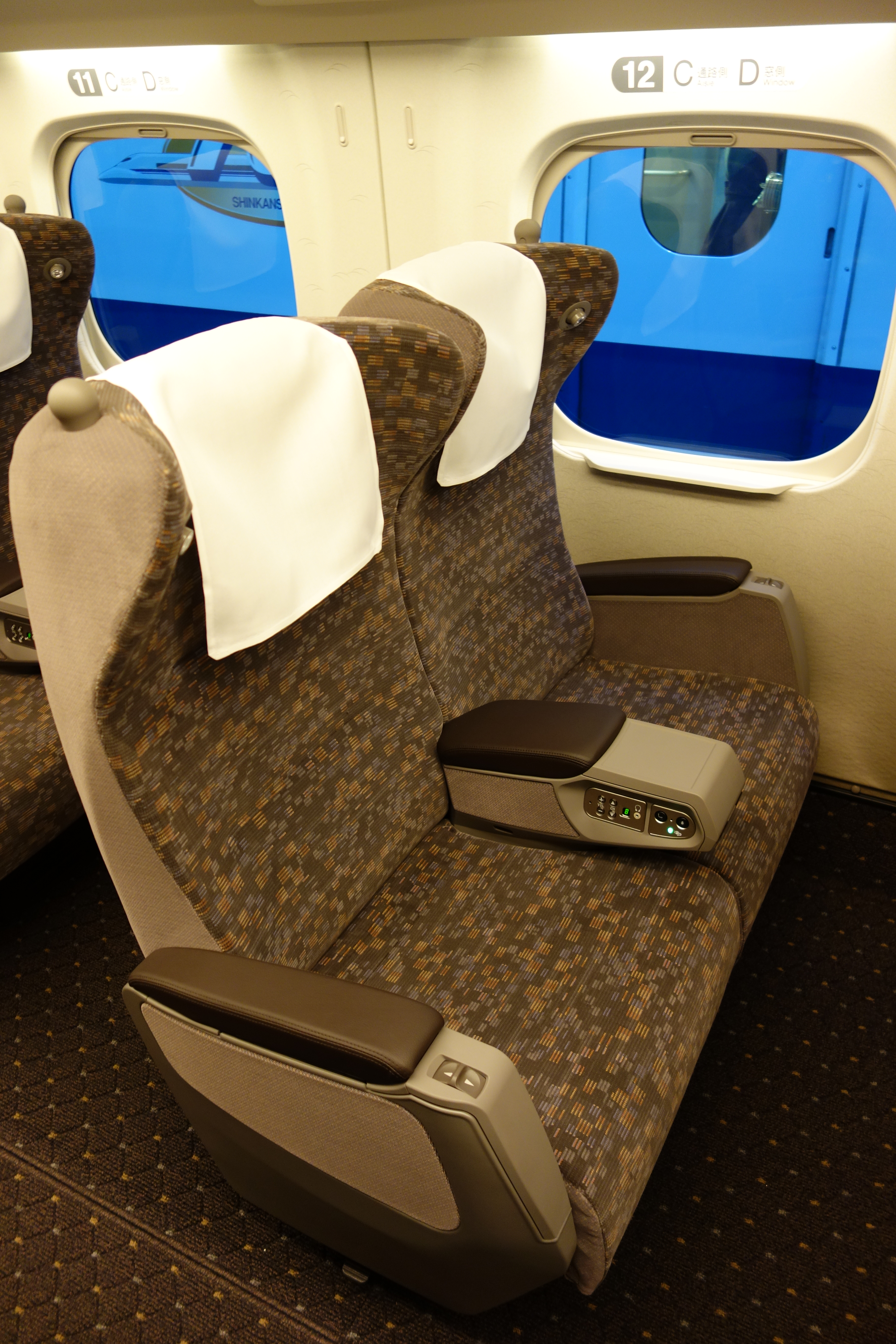
G편성 그린차 좌석

| 호차 | 1        | 2        | 3        | 4        | 5        | 6        | 7        | 8        | 9        | 10       | 11       | 12       | 13       | 14       | 15       | 16       |
| ---- | -------- | -------- | -------- | -------- | -------- | -------- | -------- | -------- | -------- | -------- | -------- | -------- | -------- | -------- | -------- | -------- |
| 명칭 | Tc       | M2       | M'w      | M1       | M1w      | M'       | M2k      | M1s      | M1sw     | M2s      | M'h      | M1       | M1w      | M'       | M2w      | T'c      |
| 번호 | 783-1000 | 787-1000 | 786-1500 | 785-1000 | 785-1300 | 786-1000 | 787-1400 | 775-1000 | 776-1000 | 777-1000 | 786-1700 | 785-1600 | 785-1500 | 786-1200 | 787-1500 | 784-1000 |
| 좌석 | 65       | 100      | 85       | 100      | 90       | 100      | 75       | 68       | 64       | 68       | 63       | 100      | 90       | 100      | 80       | 75       |

- G편성 그린차 좌석

### K 편성 (구. N 편성 -서일본여객철도소속)
| 호차 | 1        | 2        | 3        | 4        | 5        | 6        | 7        | 8        | 9        | 10       | 11       | 12       | 13       | 14       | 15       | 16       |
| ---- | -------- | -------- | -------- | -------- | -------- | -------- | -------- | -------- | -------- | -------- | -------- | -------- | -------- | -------- | -------- | -------- |
| 명칭 | Tc       | M2       | M'w      | M1       | M1w      | M'       | M2k      | M1s      | M's      | M2s      | M'h      | M1       | M1w      | M'       | M2w      | T'c      |
| 번호 | 783-5000 | 787-5000 | 786-5500 | 785-5000 | 785-5300 | 786-5000 | 787-5400 | 775-5000 | 776-5000 | 777-5000 | 786-5700 | 785-5600 | 785-5500 | 786-5200 | 787-5500 | 784-5000 |
| 좌석 | 65       | 100      | 85       | 100      | 90       | 100      | 75       | 68       | 64       | 68       | 63       | 100      | 90       | 100      | 80       | 75       |

### R 편성 (큐슈여객철도소속 - 8량 편성)
| 호차 | 1        | 2        | 3        | 4        | 5        | 6        | 7        | 8        |
| ---- | -------- | -------- | -------- | -------- | -------- | -------- | -------- | -------- |
| 명칭 | Mc       | M1       | M'       | M2       | M2w      | M's      | M1h      | M'c      |
| 번호 | 781-8000 | 788-8000 | 786-8000 | 787-8000 | 787-8500 | 766-8000 | 788-8700 | 782-8000 |
| 좌석 | 60       | 100      | 80       | 80       | 72       | 36+24    | 38       | 56       |

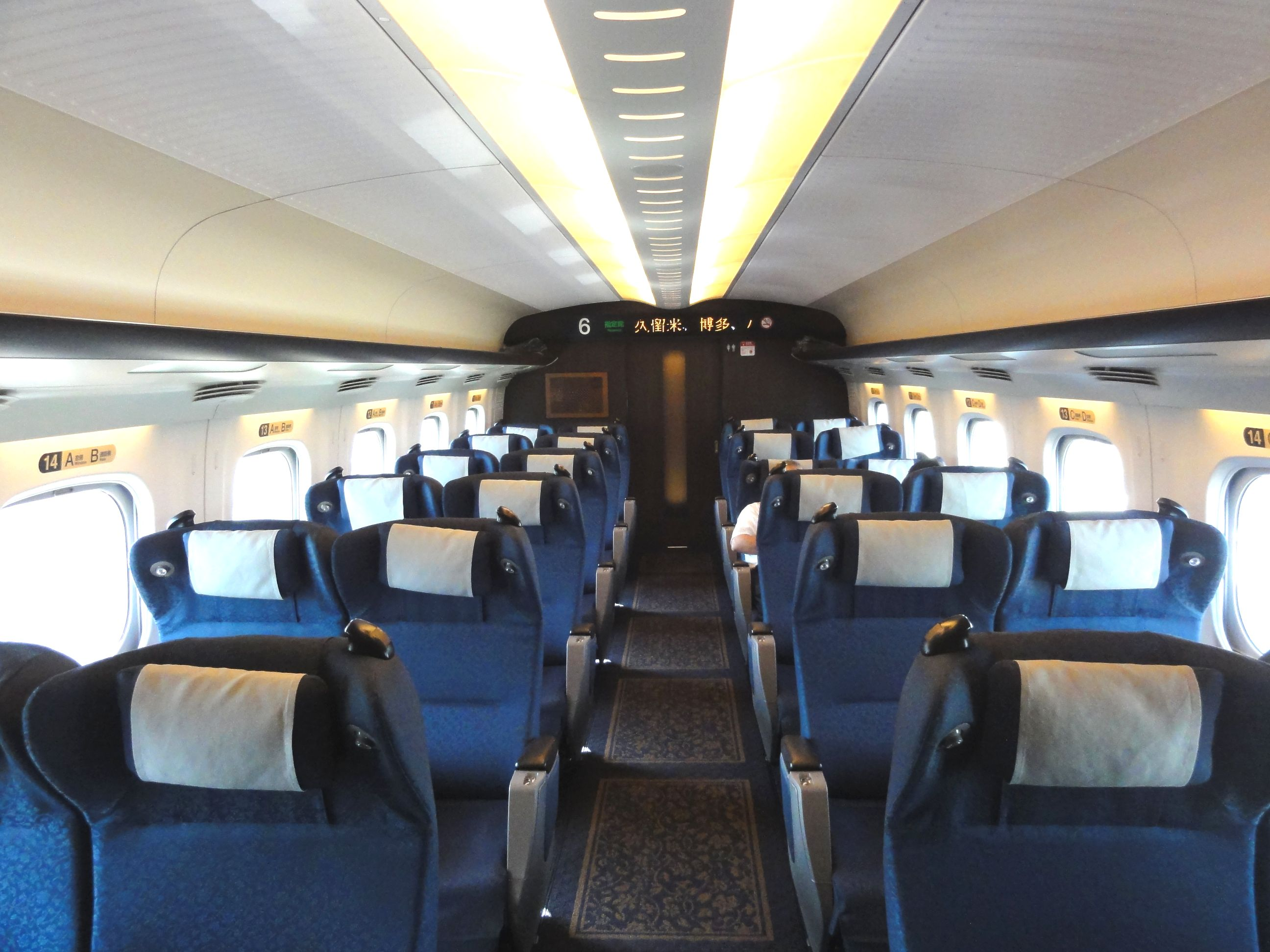
R편성 그린차
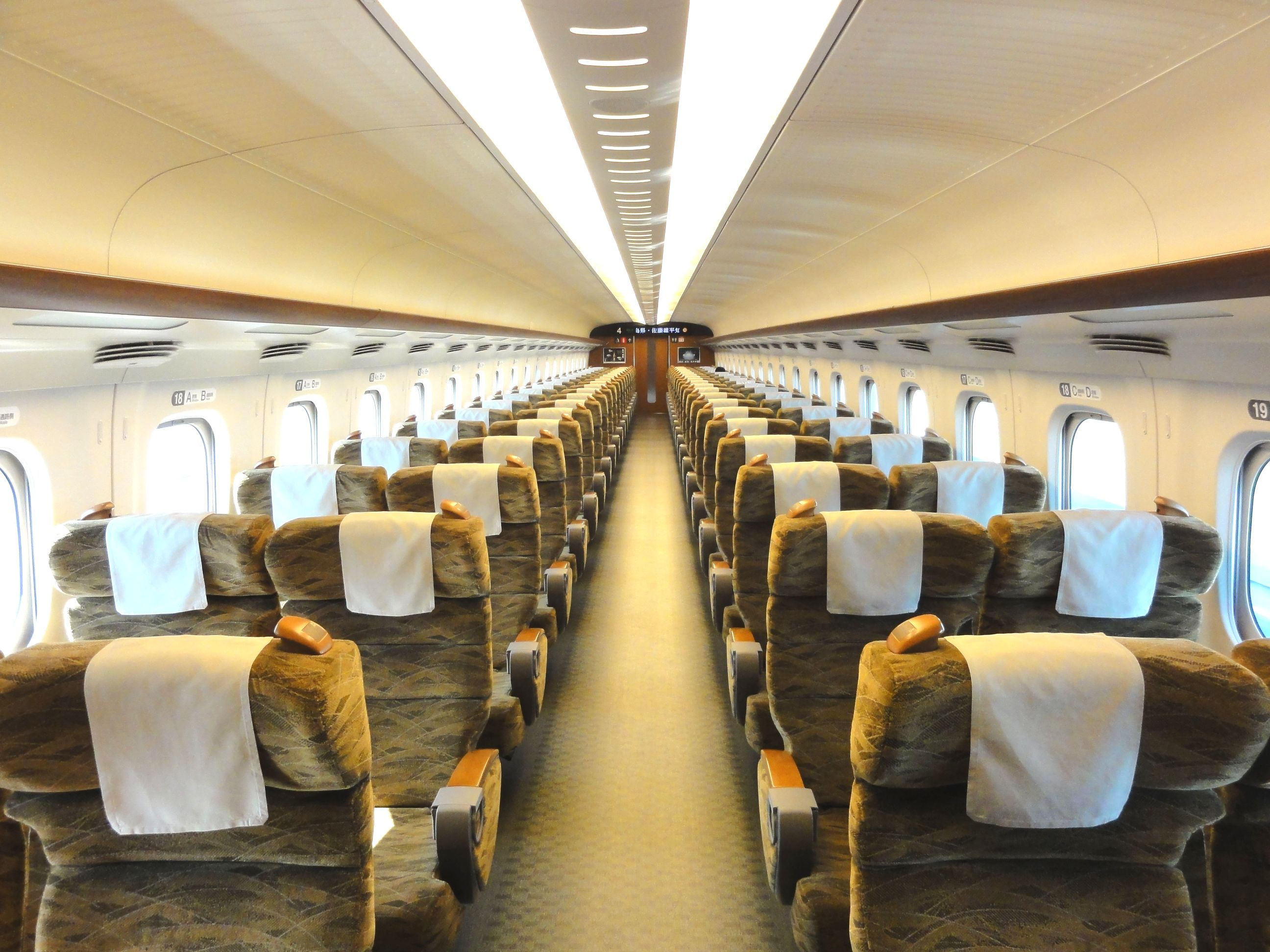
R편성 지정석
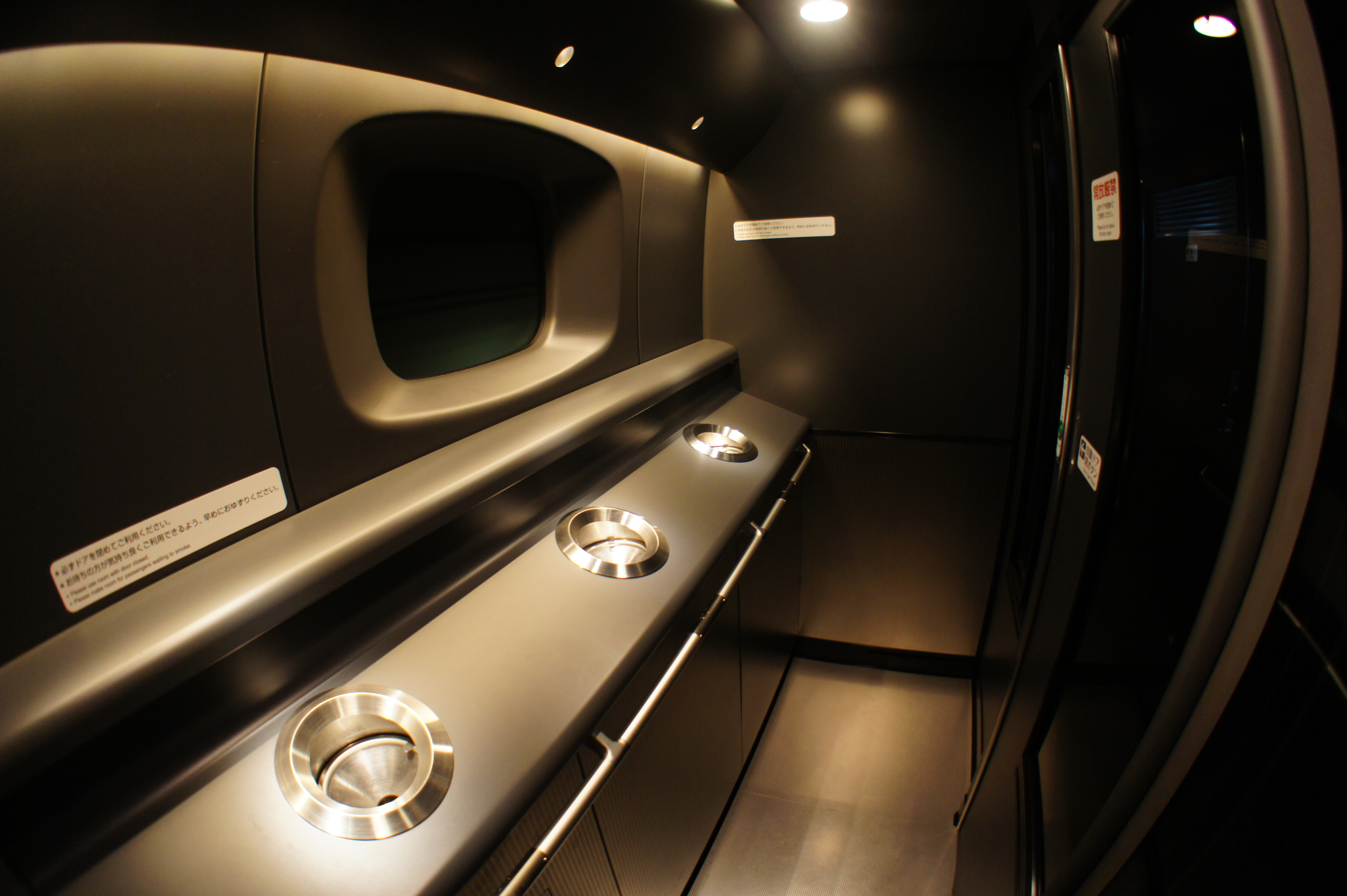
R편성 흡연석

### S 편성 (서일본여객철도소속 - 8량 편성)
| 호차 | 1        | 2        | 3        | 4        | 5        | 6        | 7        | 8        |
| ---- | -------- | -------- | -------- | -------- | -------- | -------- | -------- | -------- |
| 명칭 | Mc       | M1       | M'       | M2       | M2w      | M's      | M1h      | M'c      |
| 번호 | 781-7000 | 788-7000 | 786-7000 | 787-7000 | 787-7500 | 766-7000 | 788-7700 | 782-7000 |
| 좌석 | 60       | 100      | 80       | 80       | 72       | 36+24    | 38       | 56       |

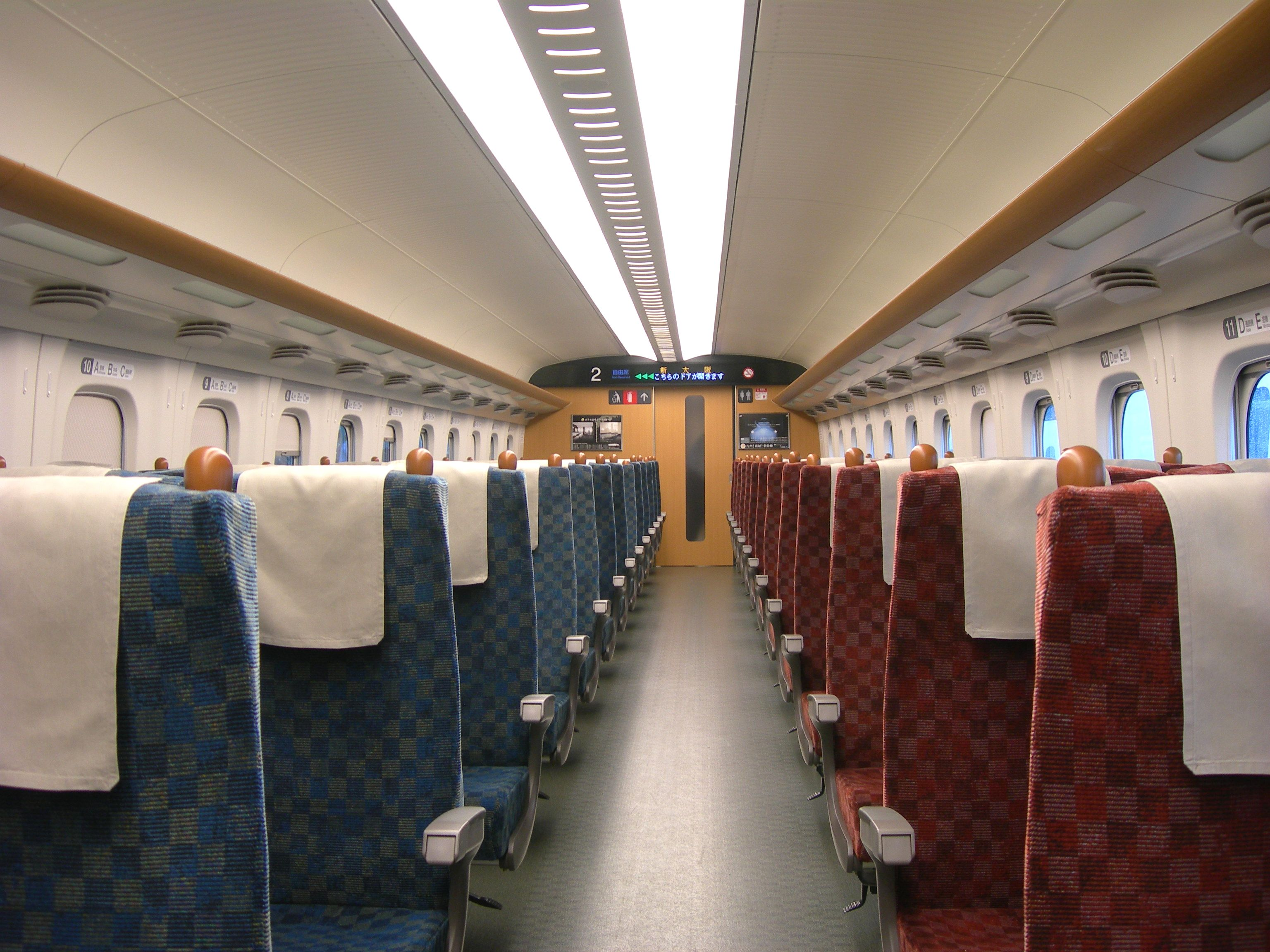
S편성 자유석
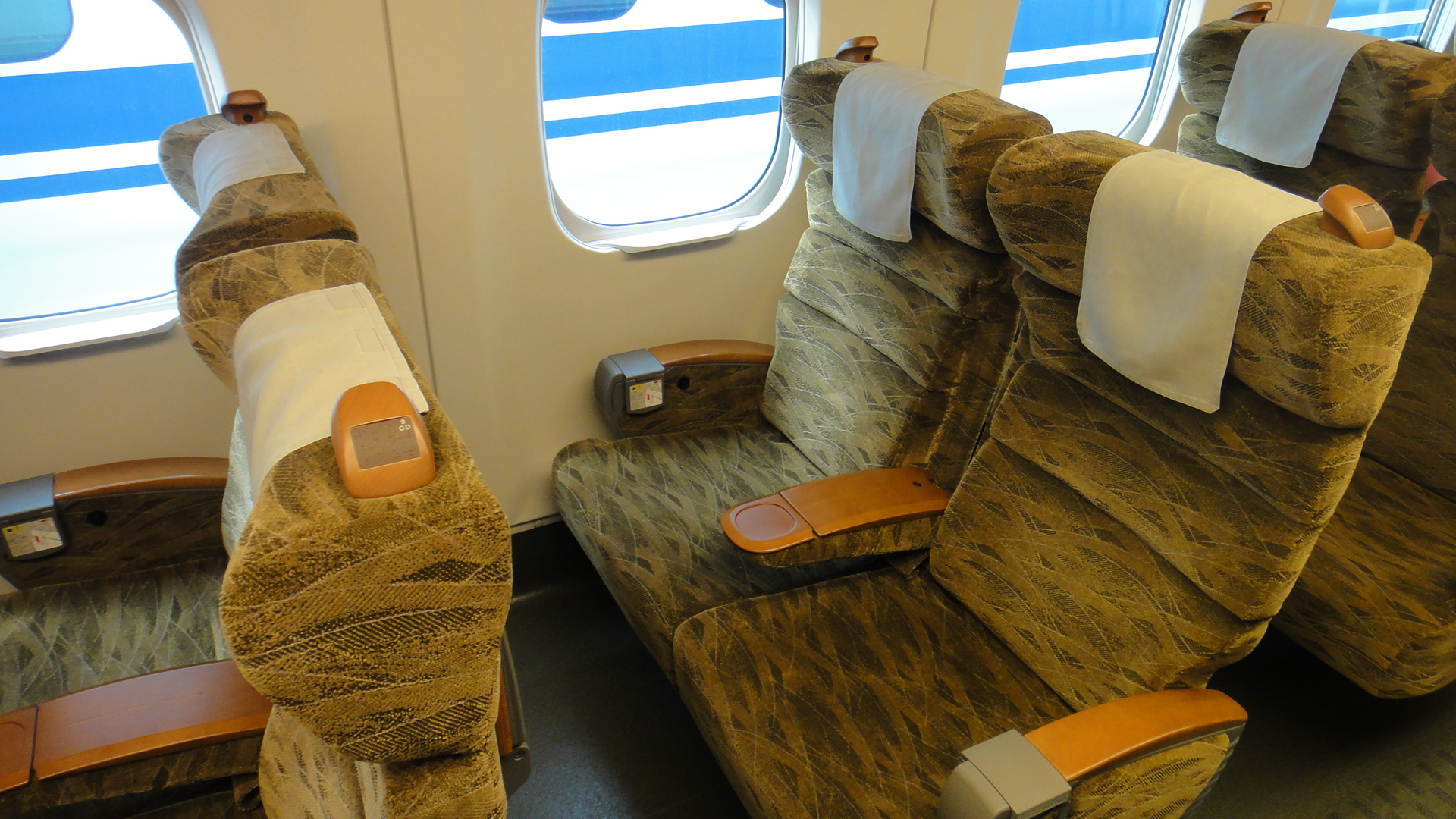
S편성 지정석
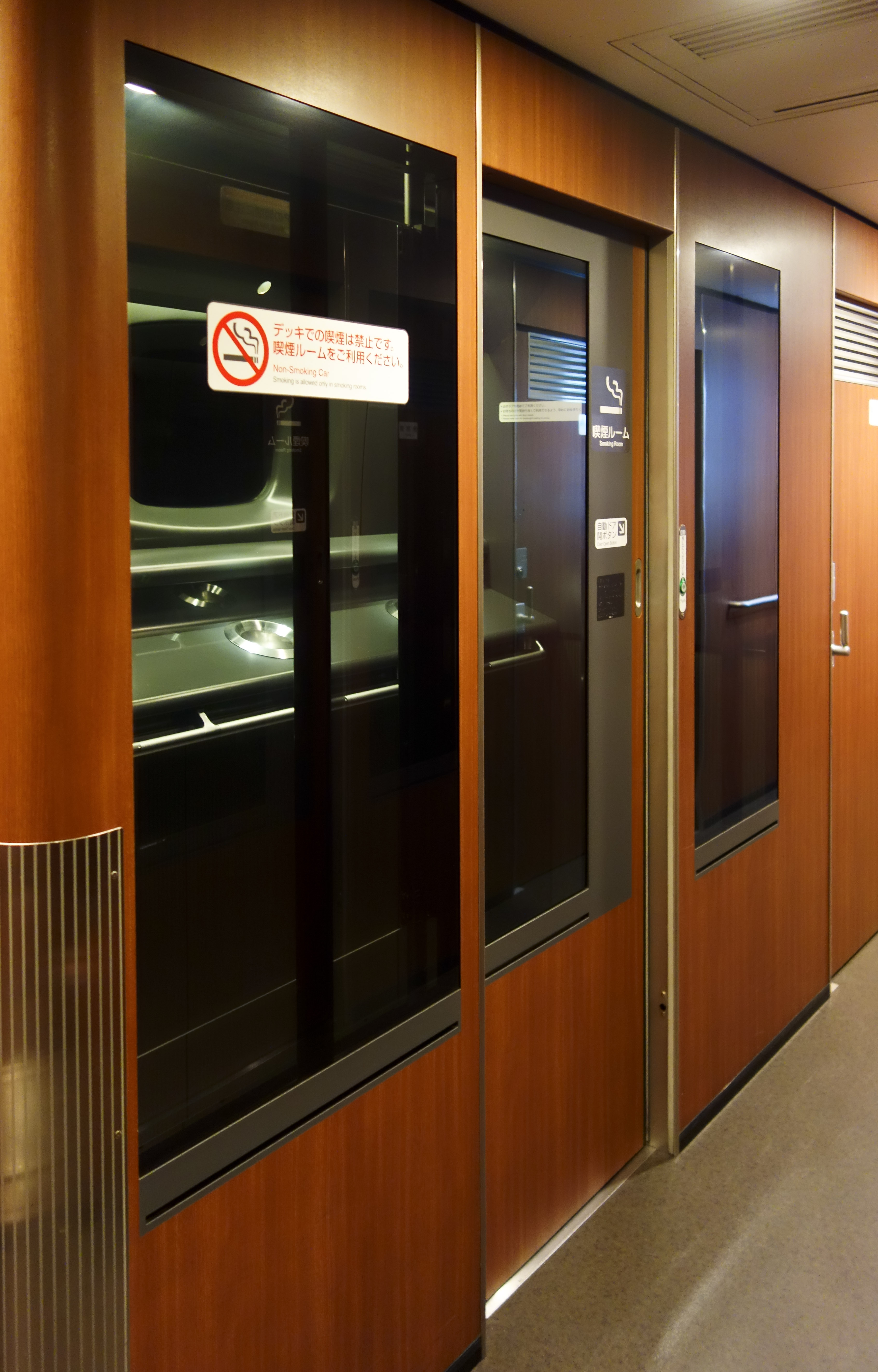
S편성 흡연실

### X 편성 (구. Z 편성 -도카이여객철도소속)
| 호차 | 1        | 2        | 3        | 4        | 5        | 6        | 7        | 8        | 9        | 10       | 11       | 12       | 13       | 14       | 15       | 16       |
| ---- | -------- | -------- | -------- | -------- | -------- | -------- | -------- | -------- | -------- | -------- | -------- | -------- | -------- | -------- | -------- | -------- |
| 명칭 | Tc       | M2       | M'w      | M1       | M1w      | M'       | M2k      | M1s      | M's      | M2s      | M'h      | M1       | M1w      | M'       | M2w      | T'c      |
| 번호 | 783-2000 | 787-2000 | 786-2500 | 785-2000 | 785-2300 | 786-2000 | 787-2400 | 775-2000 | 776-2000 | 777-2000 | 786-2700 | 785-2600 | 785-2500 | 786-2200 | 787-2500 | 784-2000 |
| 좌석 | 65       | 100      | 85       | 100      | 90       | 100      | 75       | 68       | 64       | 68       | 63       | 100      | 90       | 100      | 80       | 75       |

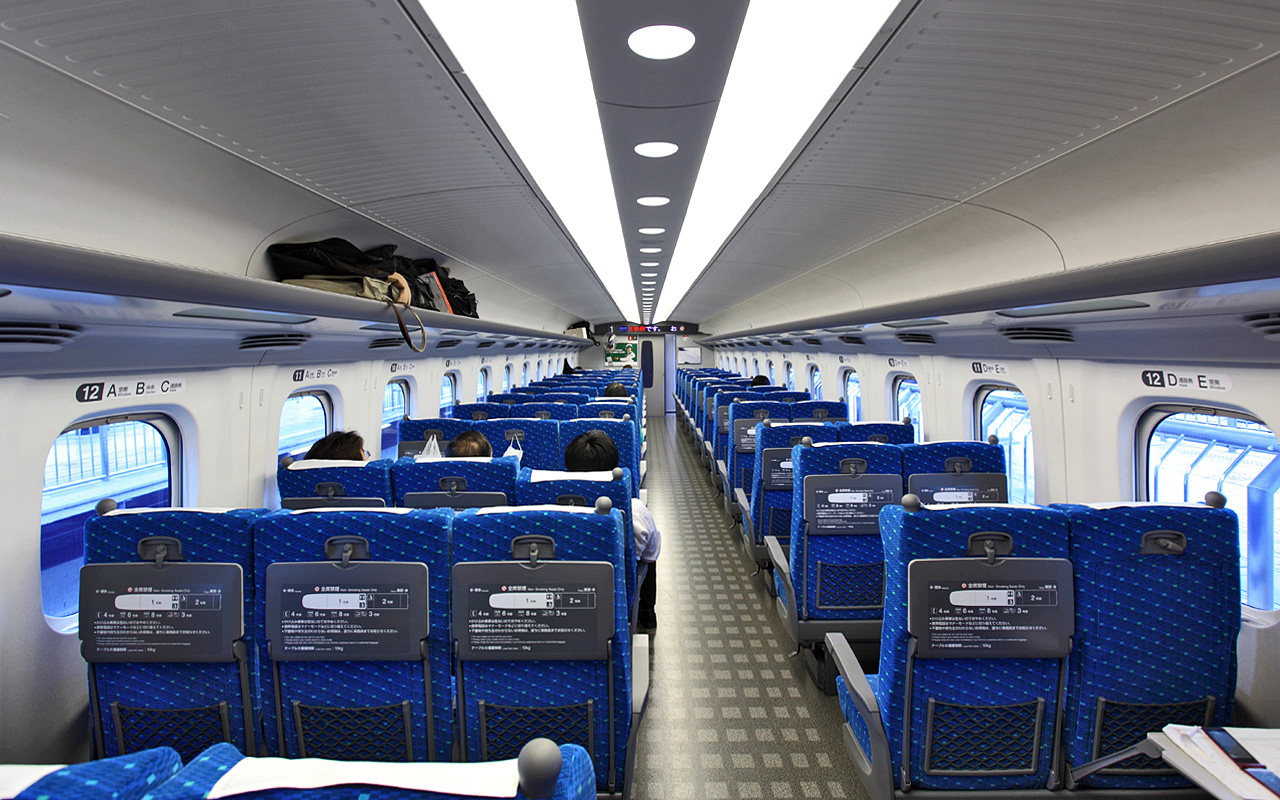
Z편성 좌석
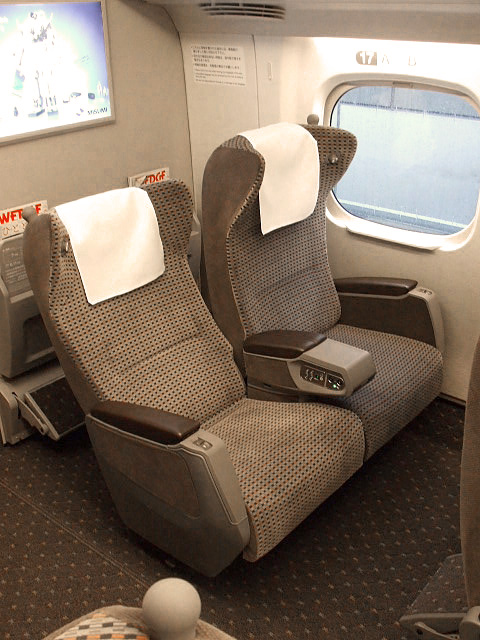
Z편성 그린차
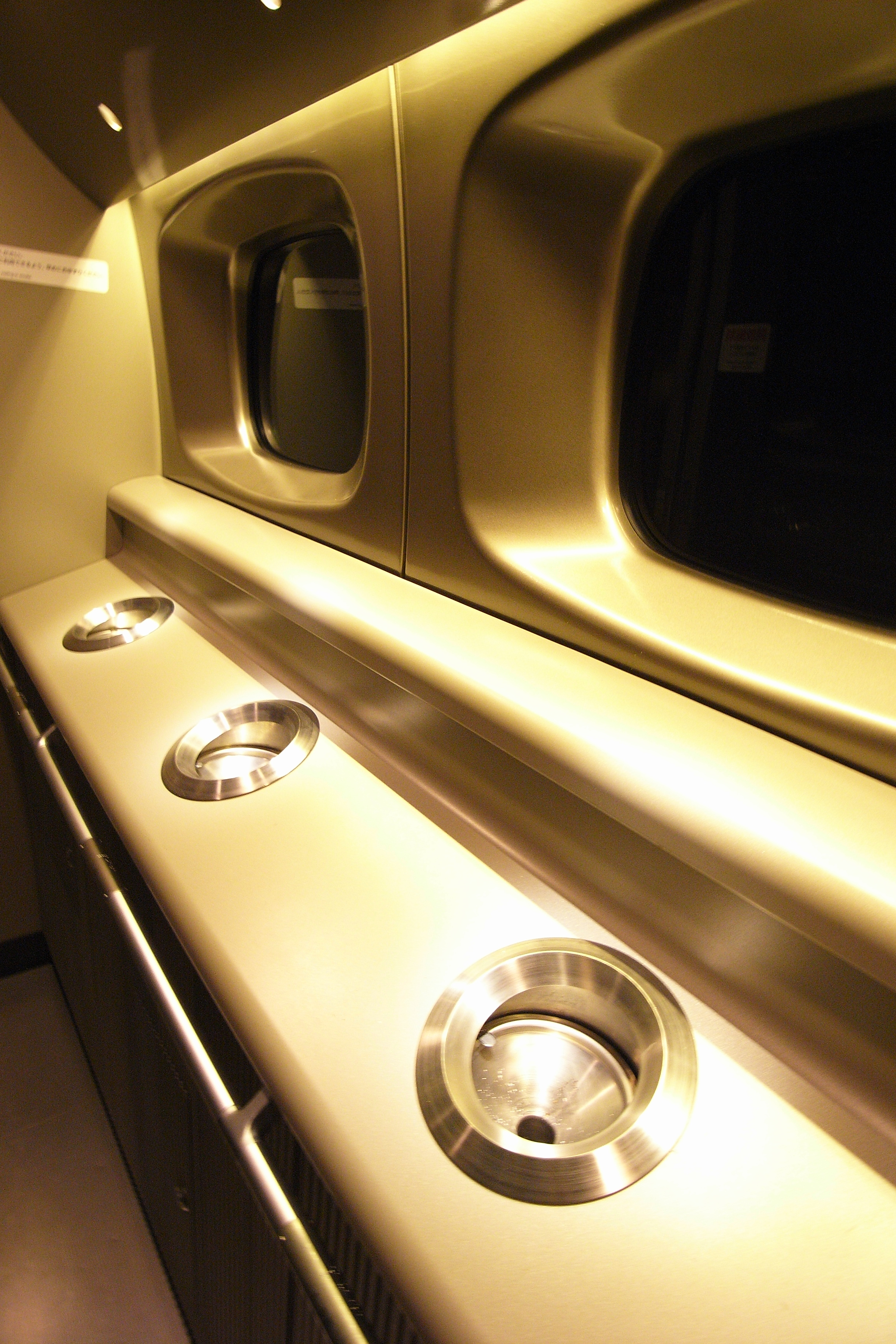
Z편성 흡연석

## 현황

### F 편성 (서일본여객철도소속)
| 차호  | 도입 시기 | 운행 중단 시기 | 비고 |
| ----- | --------- | -------------- | ---- |
| F1호  | 2013년    | 운행 중        |      |
| F2호  | 2015년    | 운행 중        |      |
| F3호  | 2015년    | 운행 중        |      |
| F4호  | 2015년    | 운행 중        |      |
| F5호  | 2016년    | 운행 중        |      |
| F6호  | 2016년    | 운행 중        |      |
| F7호  | 2016년    | 운행 중        |      |
| F8호  | 2016년    | 운행 중        |      |
| F9호  | 2016년    | 운행 중        |      |
| F10호 | 2017년    | 운행 중        |      |
| F11호 | 2017년    | 운행 중        |      |
| F12호 | 2017년    | 운행 중        |      |
| F13호 | 2018년    | 운행 중        |      |
| F14호 | 2018년    | 운행 중        |      |
| F15호 | 2018년    | 운행 중        |      |
| F16호 | 2018년    | 운행 중        |      |
| F17호 | 2018년    | 운행 중        |      |
| F18호 | 2019년    | 운행 중        |      |
| F19호 | 2019년    | 운행 중        |      |
| F20호 | 2019년    | 운행 중        |      |
| F21호 | 2019년    | 운행 중        |      |
| F22호 | 2019년    | 운행 중        |      |
| F23호 | 2020년    | 운행 중        |      |
| F24호 | 2020년    | 운행 중        |      |

### G 편성 (도카이여객철도소속)
| 차호  | 도입 시기 | 운행 중단 시기 | 비고                                 |
| ----- | --------- | -------------- | ------------------------------------ |
| G1호  | 2012년    | 운행 중        |                                      |
| G2호  | 2012년    | 운행 중        |                                      |
| G3호  | 2012년    | 운행 중        |                                      |
| G4호  | 2013년    | 운행 중        |                                      |
| G5호  | 2013년    | 운행 중        |                                      |
| G6호  | 2013년    | 운행 중        |                                      |
| G7호  | 2013년    | 운행 중        |                                      |
| G8호  | 2013년    | 운행 중        |                                      |
| G9호  | 2013년    | 운행 중        |                                      |
| G10호 | 2013년    | 운행 중        |                                      |
| G11호 | 2013년    | 운행 중        |                                      |
| G12호 | 2014년    | 운행 중        |                                      |
| G13호 | 2014년    | 운행 중        |                                      |
| G14호 | 2014년    | 운행 중        |                                      |
| G15호 | 2014년    | 운행 중        |                                      |
| G16호 | 2014년    | 운행 중        |                                      |
| G17호 | 2014년    | 운행 중        |                                      |
| G18호 | 2014년    | 운행 중        |                                      |
| G19호 | 2015년    | 운행 중        |                                      |
| G20호 | 2015년    | 운행 중        |                                      |
| G21호 | 2015년    | 운행 중        |                                      |
| G22호 | 2015년    | 운행 중        |                                      |
| G23호 | 2015년    | 운행 중        |                                      |
| G24호 | 2015년    | 운행 중        |                                      |
| G25호 | 2016년    | 운행 중        | 디즈니 리조트 랩핑열차로 운행중이다. |
| G26호 | 2016년    | 운행 중        |                                      |
| G27호 | 2016년    | 운행 중        |                                      |
| G28호 | 2016년    | 운행 중        |                                      |
| G29호 | 2016년    | 운행 중        |                                      |
| G30호 | 2016년    | 운행 중        |                                      |
| G31호 | 2016년    | 운행 중        |                                      |
| G32호 | 2017년    | 운행 중        |                                      |
| G33호 | 2017년    | 운행 중        |                                      |
| G34호 | 2017년    | 운행 중        |                                      |
| G35호 | 2017년    | 운행 중        |                                      |
| G36호 | 2017년    | 운행 중        |                                      |
| G37호 | 2017년    | 운행 중        |                                      |
| G38호 | 2017년    | 운행 중        |                                      |
| G39호 | 2018년    | 운행 중        |                                      |
| G40호 | 2018년    | 운행 중        |                                      |
| G41호 | 2018년    | 운행 중        |                                      |
| G42호 | 2018년    | 운행 중        |                                      |
| G43호 | 2018년    | 운행 중        |                                      |
| G44호 | 2018년    | 운행 중        |                                      |
| G45호 | 2019년    | 운행 중        |                                      |
| G46호 | 2019년    | 운행 중        |                                      |
| G47호 | 2019년    | 운행 중        |                                      |
| G48호 | 2019년    | 운행 중        |                                      |
| G49호 | 2019년    | 운행 중        |                                      |
| G50호 | 2019년    | 운행 중        |                                      |
| G51호 | 2020년    | 운행 중        |                                      |
| G52호 | 2020년    | 운행 중        |                                      |

### K 편성 (구. N 편성 -서일본여객철도소속)
| 차호  | 도입 시기 | 개조 시기 | 운행 중단 시기 | 비고                                                                            |
| ----- | --------- | --------- | -------------- | ------------------------------------------------------------------------------- |
| K1호  | 2007년    | 2014년    | 운행 중        |                                                                                 |
| K2호  | 2007년    | 2015년    | 운행 중        |                                                                                 |
| K3호  | 2007년    | 2015년    | 운행 중        |                                                                                 |
| K4호  | 2007년    | 2013년    | 운행 중        |                                                                                 |
| K5호  | 2007년    | 2013년    | 운행 중        | 2017년 12월 나고야역에서 신칸센 대차 균열 사건으로 인해 잠시 운행이 중단되었다. |
| K6호  | 2007년    | 2015년    | 운행 중        |                                                                                 |
| K7호  | 2007년    | 2015년    | 운행 중        |                                                                                 |
| K8호  | 2008년    | 2014년    | 운행 중        |                                                                                 |
| K9호  | 2008년    | 2016년    | 운행 중        |                                                                                 |
| K10호 | 2009년    | 2014년    | 운행 중        |                                                                                 |
| K11호 | 2009년    | 2015년    | 운행 중        |                                                                                 |
| K12호 | 2010년    | 2014년    | 운행 중        |                                                                                 |
| K13호 | 2009년    | 2014년    | 운행 중        |                                                                                 |
| K14호 | 2010년    | 2014년    | 운행 중        |                                                                                 |
| K15호 | 2010년    | 2014년    | 운행 중        |                                                                                 |
| K16호 | 2010년    | 2015년    | 운행 중        |                                                                                 |

### R 편성 (큐슈여객철도소속 - 8량 편성)
| 차호  | 도입 시기 | 운행 중단 시기 | 비고 |
| ----- | --------- | -------------- | ---- |
| R1호  | 2010년    | 운행 중        |      |
| R2호  | 2010년    | 운행 중        |      |
| R3호  | 2010년    | 운행 중        |      |
| R4호  | 2010년    | 운행 중        |      |
| R5호  | 2010년    | 운행 중        |      |
| R6호  | 2011년    | 운행 중        |      |
| R7호  | 2011년    | 운행 중        |      |
| R8호  | 2011년    | 운행 중        |      |
| R9호  | 2011년    | 운행 중        |      |
| R10호 | 2011년    | 운행 중        |      |
| R11호 | 2012년    | 운행 중        |      |
| R12호 | 2012년    | 운행 중        |      |

### S 편성 (서일본여객철도소속 - 8량 편성)
| 차호  | 도입 시기 | 운행 중단 시기 | 비고 |
| ----- | --------- | -------------- | ---- |
| S1호  | 2008년    | 운행 중        |      |
| S2호  | 2010년    | 운행 중        |      |
| S3호  | 2010년    | 운행 중        |      |
| S4호  | 2010년    | 운행 중        |      |
| S5호  | 2010년    | 운행 중        |      |
| S6호  | 2010년    | 운행 중        |      |
| S7호  | 2010년    | 운행 중        |      |
| S8호  | 2011년    | 운행 중        |      |
| S9호  | 2011년    | 운행 중        |      |
| S10호 | 2011년    | 운행 중        |      |
| S11호 | 2011년    | 운행 중        |      |
| S12호 | 2011년    | 운행 중        |      |
| S13호 | 2011년    | 운행 중        |      |
| S14호 | 2011년    | 운행 중        |      |
| S15호 | 2011년    | 운행 중        |      |
| S16호 | 2011년    | 운행 중        |      |
| S17호 | 2011년    | 운행 중        |      |
| S18호 | 2012년    | 운행 중        |      |
| S19호 | 2012년    | 운행 중        |      |
| S20호 | 2012년    | 운행 중        |      |

### X 편성 (구. Z 편성 -도카이여객철도소속)
| 차호  | 도입 시기 | 개조 시기 | 운행 중단 시기 | 비고                                                                           |
| ----- | --------- | --------- | -------------- | ------------------------------------------------------------------------------ |
| X0호  | 2005년    | 2014년    | 2019년         | 도입 초기 Z0호로 도입했다.                                                     |
| X1호  | 2007년    | 2015년    | 2021년         |                                                                                |
| X2호  | 2007년    | 2015년    | 2021년         |                                                                                |
| X3호  | 2007년    | 2015년    | 2021년         |                                                                                |
| X4호  | 2007년    | 2015년    | 2022년         |                                                                                |
| X5호  | 2007년    | 2015년    | 2022년         |                                                                                |
| X6호  | 2007년    | 2015년    | 2022년         |                                                                                |
| X7호  | 2007년    | 2013년    | 2022년         |                                                                                |
| X8호  | 2007년    | 2013년    | 2022년         |                                                                                |
| X9호  | 2007년    | 2013년    | 2022년         |                                                                                |
| X10호 | 2007년    | 2013년    | 2022년         |                                                                                |
| X11호 | 2007년    | 2013년    | 2022년         |                                                                                |
| X12호 | 2008년    | 2014년    | 2020년         |                                                                                |
| X13호 | 2008년    | 2014년    | 2020년         |                                                                                |
| X14호 | 2008년    | 2014년    | 2020년         |                                                                                |
| X15호 | 2008년    | 2014년    | 2020년         |                                                                                |
| X16호 | 2008년    | 2014년    | 2020년         |                                                                                |
| X17호 | 2008년    | 2014년    | 2020년         |                                                                                |
| X18호 | 2008년    | 2014년    | 2023년         |                                                                                |
| X19호 | 2008년    | 2014년    | 2021년         |                                                                                |
| X20호 | 2008년    | 2014년    | 2023년         |                                                                                |
| X21호 | 2008년    | 2014년    | 2023년         |                                                                                |
| X22호 | 2008년    | 2014년    | 2021년         |                                                                                |
| X23호 | 2008년    | 2014년    | 2021년         |                                                                                |
| X24호 | 2008년    | 2014년    | 2021년         |                                                                                |
| X25호 | 2008년    | 2014년    | 2021년         |                                                                                |
| X26호 | 2008년    | 2014년    | 2021년         |                                                                                |
| X27호 | 2008년    | 2014년    | 2021년         |                                                                                |
| X28호 | 2008년    | 2014년    | 2021년         |                                                                                |
| X29호 | 2008년    | 2015년    | 2021년         |                                                                                |
| X30호 | 2009년    | 2014년    | 2023년         |                                                                                |
| X31호 | 2009년    | 2014년    | 2024년         |                                                                                |
| X32호 | 2009년    | 2015년    | 2024년         |                                                                                |
| X33호 | 2009년    | 2015년    | 2024년         |                                                                                |
| X34호 | 2009년    | 2015년    | 2024년         |                                                                                |
| X35호 | 2009년    | 2015년    | 2024년         |                                                                                |
| X36호 | 2009년    | 2013년    | 2024년         |                                                                                |
| X37호 | 2009년    | 2015년    | 2024년         |                                                                                |
| X38호 | 2009년    | 2013년    | 2024년         |                                                                                |
| X39호 | 2009년    | 2013년    | 2022년         |                                                                                |
| X40호 | 2009년    | 2013년    | 2024년         |                                                                                |
| X41호 | 2009년    | 2013년    | 2022년         |                                                                                |
| X42호 | 2009년    | 2013년    | 2024년         |                                                                                |
| X43호 | 2009년    | 2013년    | 2022년         |                                                                                |
| X44호 | 2009년    | 2014년    | 2022년         |                                                                                |
| X45호 | 2010년    | 2014년    | 2022년         |                                                                                |
| X46호 | 2010년    | 2014년    | 2023년         |                                                                                |
| X47호 | 2010년    | 2014년    | 2023년         |                                                                                |
| X48호 | 2010년    | 2014년    | 2023년         |                                                                                |
| X49호 | 2010년    | 2014년    | 2023년         |                                                                                |
| X50호 | 2010년    | 2014년    | 운행 중        |                                                                                |
| X51호 | 2010년    | 2014년    | 운행 중        |                                                                                |
| X52호 | 2010년    | 2014년    | 운행 중        |                                                                                |
| X53호 | 2010년    | 2014년    | 운행 중        |                                                                                |
| X54호 | 2010년    | 2014년    | 운행 중        |                                                                                |
| X55호 | 2010년    | 2014년    | 운행 중        |                                                                                |
| X56호 | 2010년    | 2014년    | 운행 중        |                                                                                |
| X57호 | 2010년    | 2014년    | 운행 중        |                                                                                |
| X58호 | 2010년    | 2014년    | 운행 중        |                                                                                |
| X59호 | 2010년    | 2014년    | 운행 중        | 2015년 6월 30일 도카이도 신칸센 화재 사건으로 인해 1호차가 폐차 및 신조되었다. |
| X60호 | 2010년    | 2014년    | 운행 중        |                                                                                |
| X61호 | 2011년    | 2015년    | 운행 중        |                                                                                |
| X62호 | 2011년    | 2015년    | 운행 중        |                                                                                |
| X63호 | 2011년    | 2015년    | 운행 중        |                                                                                |
| X64호 | 2011년    | 2015년    | 운행 중        |                                                                                |
| X65호 | 2011년    | 2013년    | 운행 중        |                                                                                |
| X66호 | 2011년    | 2013년    | 운행 중        |                                                                                |
| X67호 | 2011년    | 2013년    | 운행 중        |                                                                                |
| X68호 | 2011년    | 2013년    | 운행 중        |                                                                                |
| X69호 | 2011년    | 2013년    | 운행 중        |                                                                                |
| X70호 | 2011년    | 2013년    | 운행 중        |                                                                                |
| X71호 | 2011년    | 2013년    | 운행 중        |                                                                                |
| X72호 | 2011년    | 2013년    | 운행 중        |                                                                                |
| X73호 | 2011년    | 2013년    | 운행 중        |                                                                                |
| X74호 | 2011년    | 2013년    | 운행 중        |                                                                                |
| X75호 | 2011년    | 2013년    | 운행 중        |                                                                                |
| X76호 | 2011년    | 2013년    | 운행 중        |                                                                                |
| X77호 | 2011년    | 2014년    | 운행 중        |                                                                                |
| X78호 | 2012년    | 2014년    | 운행 중        |                                                                                |
| X79호 | 2012년    | 2014년    | 운행 중        |                                                                                |
| X80호 | 2012년    | 2014년    | 운행 중        |                                                                                |
| X81호 | 2012년    | 2014년    | 운행 중        |                                                                                |

## 파생형

### 신칸센 N700S계 전동차
신칸센 N700S계 전동차(일본어: 新幹線N700S系電車)는 도카이도 신칸센, 산요 신칸센용으로 개발된 신칸센 차량으로 S의 의미는 슈프림(영어: Supreme)을 의미한다. 2018년에 시제 차량 시범 운행을 시작으로, 2020년 7월 1일부터 정식 운행을 개시하였다.

### N700-I 볼리트
N700-I 볼리트(영어: N700-I Bullet)는 신칸센 N700계 전동차의 수출형 모델로 2009년 11월 16일에 나고야에서 개최한 국제 고속철도 심포지엄에서 당시 도카이여객철도 대표인 요시우키 카사이가 발표했다. 최고 영업 속도는 시속 330km/h로 신칸센 N700계 전동차 모델과 동일하게 적용해 6량 편성부터 16량 편성까지 세부 모델이 존재한다. 마지막 B는 볼리트(영어: Bullet)를 의미한다.

## 최고 속도 기록 경신
2009년 11월 16일, 도카이여객철도는 심야 시간에 N700계 Z0편성을 사용해 시범 운행을 하면서, 도카이도 신칸센 구간 중 교토 ~ 마이바라 구간에 최고 영업 속도 332km/h를 기록했다. 시범 운행 당시 나고야 고속철도 심포지엄에 참석한 160명의 승객을 대상으로 이루어졌다.

## 사건 및 사고

### 도카이도 신칸센 화재 사건
- 2015년 6월 30일, 사고 열차는 노조미 225호로 일본 가나가와현 오다와라시에서 발생된 도카이도 신칸센 화재 사건으로 방화범과 60대 여성 승객 등 2명이 숨지고 28명이 다친 열차 방화 사건이다.[33] 사고가 일어난 당시 도카이도 신칸센에 1,000여명의 탑승객이 타고 있었으나 한국인 탑승객은 없는 것으로 보이며, 운행도 3시간 넘게 중지되었다.[34][35]

### 신칸센대차 균열 사건
- 2017년 12월 11일, 사고 열차는 노조미 34호로 서일본여객철도 소속 N700계 5000번대 K5편성의 대차 부품에 균열이 발생한 사고로[36] 운행 당시 고쿠라에서 타는 냄새와 이상한 소음이 발생에 불구하고 당시 서일본여객철도 소속 정비 관계자가 탑승하면서 지켜본 결과 문제가 되지 않는다는 결론을 내리면서 운행을 계속하기로 결정했고 나고야까지 운행했다.[37][38] 그러나 교토 부근에서 타는 냄새와 소음을 감지했고 해당 열차는 나고야에서 운행을 중단 시킨 후 나고야 차량 사업소로 회송되었다. 점검 당시 13호차의 대차 중 하나의 기어박스에 균열로 인해 누유가 발생했다.[38]

## 보존 및 전시 차량
- 783-9001, 775-9001, 786-9201(X0편성)
2019년 7월 17일부터 아이치현 나고야시에 위치한 SC 말레브 철도 공원에서 보존중이다.[39]

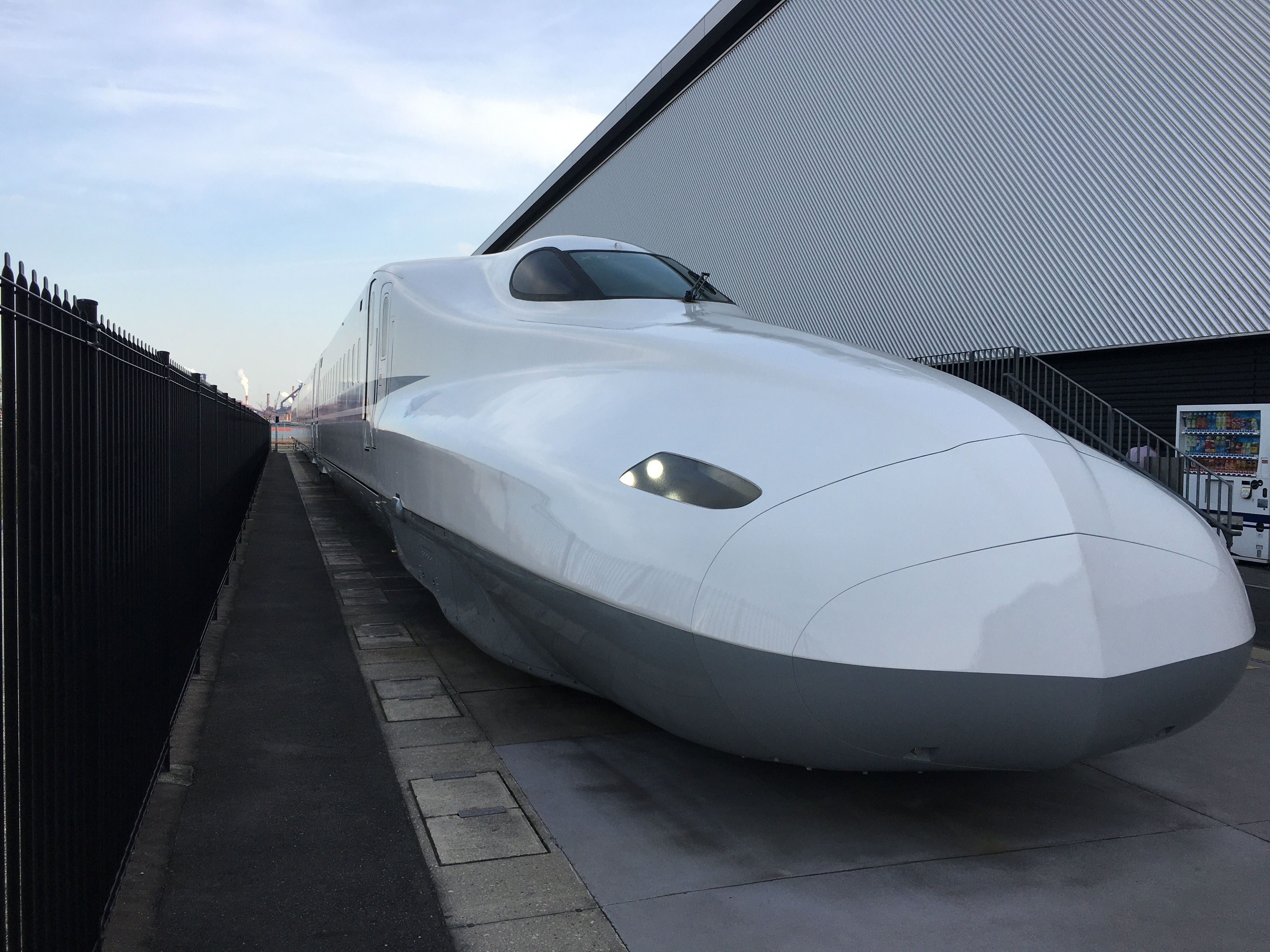
선행양산차량 X0편성

## 같이 보기
- 신칸센 700계 전동차